# Referendum abrogativi in Italia del 2025
I referendum abrogativi in Italia del 2025 si sono tenuti domenica 8 (dalle ore 7 alle 23) e lunedì 9 giugno (dalle ore 7 alle 15), in contemporanea al primo turno delle elezioni amministrative in Sardegna e al secondo turno di ballottaggio delle elezioni amministrative nelle regioni a statuto ordinario e in Sicilia. I referendum hanno avuto come oggetto l'abrogazione di quattro norme in tema di lavoro (due delle quali originariamente introdotte dal Jobs Act nel 2016) e una modifica alla legge sull'acquisizione della cittadinanza italiana per residenti stranieri.
I quesiti referendari sul lavoro sono stati promossi dal sindacato CGIL con una raccolta delle firme pubblica, che ha raccolto oltre quattro milioni di adesioni. Il quesito referendario sulla richiesta di cittadinanza italiana, è stato promosso da +Europa, Possibile, Partito Socialista Italiano, Radicali Italiani, Rifondazione Comunista e numerose associazioni della società civile, che ha raccolto più di 637 000 firme. Questi cinque quesiti sono stati dichiarati ammissibili dalla Corte costituzionale il 20 gennaio 2025, mentre è stata dichiarata inammissibile la richiesta di referendum abrogativo della legge Calderoli sull'autonomia differenziata.
Per la prima volta, gli elettori fuori sede per motivi di studio, lavoro o cure da almeno tre mesi hanno potuto richiedere di votare in un seggio diverso dal proprio comune di residenza. I referendum abrogativi vengono approvati se l'affluenza registrata raggiunge il 50% più uno degli elettori e se la maggioranza dei votanti si esprime favorevolmente. Il quorum della maggioranza degli aventi diritto non è stato raggiunto per alcuno dei 5 quesiti.

## Iniziativa referendaria

### Referendum sul lavoro

#### Precedenti storici
Il 15 giugno del 2003 si tennero due referendum abrogativi, uno dei quali era relativo all'estensione delle tutele riconosciute dall'articolo 18 dello Statuto dei lavoratori anche alle aziende con meno di 16 dipendenti; tuttavia, il quesito non raggiunse il quorum necessario, anche per via della posizione astensionista di Piero Fassino, segretario dei Democratici di Sinistra, mentre la CGIL, in quel momento guidata da Guglielmo Epifani, era favorevole al sì, pur ritenendola "una scelta difficile".

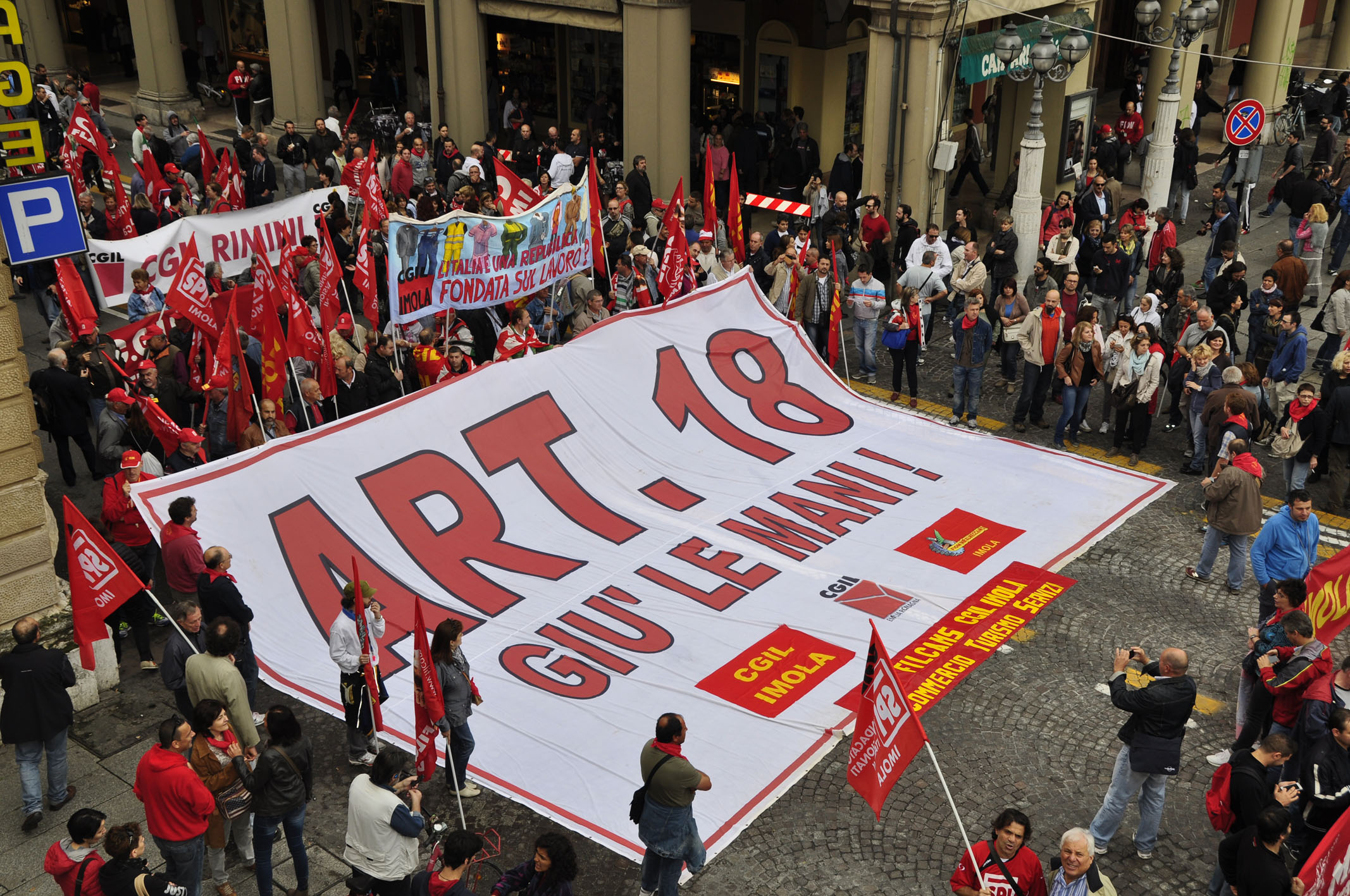
Sciopero e manifestazione sindacale a difesa dell'articolo 18 dello statuto dei lavoratori (Bologna, 16 ottobre 2014)

Dopo uno sciopero e numerose manifestazioni contro la riforma del lavoro introdotta dal Jobs Act nel marzo 2014 dal governo Renzi, nel 2016 la CGIL, allora guidata da Susanna Camusso, lanciò una campagna di raccolta firme a favore di un referendum per ripristinare le tutele dell'articolo 18 dello Statuto dei lavoratori per i licenziamenti illegittimi ed estenderle a tutte le aziende con almeno cinque dipendenti: questo articolo, che prevedeva la reintegrazione del lavoratore nel posto di lavoro in caso di licenziamento illegittimo, era stato modificato nel 2015 dal Jobs Act, che invece prevedeva un risarcimento economico. La CGIL riuscì a raccogliere 3,3 milioni di firme in tutta Italia. Tuttavia, l'11 gennaio 2017, la Corte costituzionale dichiarò inammissibile il quesito referendario, poiché era stato erroneamente formulato: a parere della Consulta, il fatto di prevedere contemporaneamente con un'unica domanda sia l'abrogazione totale del decreto legislativo 23/2015 attuativo dei licenziamenti illegittimi, sia l'abrogazione parziale e mirata di alcune frasi dell'articolo 18 dello Statuto dei lavoratori (al fine di estenderne la tutela a tutte le aziende con più di 5 dipendenti), rendeva il quesito propositivo, anziché abrogativo, e quindi non previsto costituzionalmente, oltre che non conforme, poiché riguardava due norme non collegate fra loro e contenute in due diverse leggi. Due ulteriori quesiti, riguardanti l'abrogazione dei buoni-lavoro (voucher) e delle disposizioni limitative della responsabilità solidale in materia di appalti, furono invece giudicati ammissibili dalla Consulta; le relative consultazioni furono inizialmente fissate per il 28 maggio 2017. In seguito, però, il governo Gentiloni approvò con urgenza il Decreto legge n. 25 del 17 marzo 2017, che abrogò le disposizioni oggetto del referendum, il quale di conseguenza fu annullato dopo l'entrata in vigore della legge di conversione 20 aprile 2017, n. 49.

#### Raccolta firme
Nell'assemblea generale del 26 marzo 2024, la CGIL ha approvato l'avvio di una campagna referendaria su quattro quesiti in materia di lavoro, due dei quali inerenti a punti della riforma Jobs Act (attuata dal governo Renzi), nell'ambito di una strategia complessiva di mobilitazione che comprendeva anche uno sciopero generale (poi tenutosi l'11 aprile), manifestazioni generali, proposte di legge di iniziativa popolare e sostegno alle vertenze per i rinnovi dei contratti collettivi. Il segretario generale del sindacato, Maurizio Landini, ha annunciato ufficialmente l'avvio della raccolta delle firme per il successivo 25 aprile, in occasione dell'Anniversario della liberazione, con numerose iniziative e banchetti in varie città. La campagna referendaria è stata accompagnata dallo slogan "Per il lavoro stabile, dignitoso, tutelato e sicuro ci metto la firma"; ognuno dei quattro aggettivi inclusi nella frase si riferiva a uno dei quesiti proposti.
Secondo le stime della CGIL, i tre quesiti su licenziamenti illegittimi, limiti all'indennità nelle piccole imprese e contratti a termine avrebbero riguardato, rispettivamente, 3,5 milioni, 3,7 milioni e 2,3 milioni di lavoratori; il sindacato ha dichiarato anche di aver registrato circa mille morti all'anno sul lavoro, e circa 500.000 denunce di infortuni.
Il 12 giugno dello stesso anno, il segretario organizzativo della CGIL, Luigi Giove, ha annunciato che la campagna aveva raggiunto e superato per ogni quesito le 500.000 firme necessarie ai sensi dell'articolo 75 della Costituzione italiana. Le 3.880.097 sottoscrizioni complessive per i quattro quesiti sono state infine depositate il 19 luglio presso la Cassazione.
Tutti e quattro i quesiti sono stati dichiarati conformi alla legge dall'Ufficio centrale per il referendum il 12 dicembre 2024, per poi essere dichiarati ammissibili dalla Corte costituzionale il 20 gennaio 2025, con sentenze depositate il 7 febbraio.

### Referendum sulla cittadinanza
2 anni
     2 anni e 6 mesi
     3 anni
     4 anni
     5 anni
     7 anni
     8 anni
     9 anni
     10 anni
     12 anni
     14 anni
     15 anni
     20 anni
     25 anni
     30 anni
     35 anni
     Naturalizzazione non consentita
     Dati non disponibili

Anni di residenza richiesti per la naturalizzazione nei vari Paesi del mondo:
2 anni
2 anni e 6 mesi
3 anni
4 anni
5 anni
7 anni
8 anni
9 anni
10 anni
12 anni
14 anni
15 anni
20 anni
25 anni
30 anni
35 anni
Naturalizzazione non consentita
Dati non disponibili

Il quesito referendario che richiedeva il dimezzamento del numero di anni (da dieci a cinque) di legale soggiorno del cittadino straniero extracomunitario per poter presentare la richiesta di concessione della cittadinanza italiana è stato ideato dal segretario di +Europa, Riccardo Magi, che lo ha depositato in Cassazione il 4 settembre 2024. Tra i promotori del referendum, oltre a +Europa, figuravano il Partito della Rifondazione Comunista, il Partito Socialista Italiano, Possibile e i Radicali Italiani, numerose associazioni di persone con background migratorio come Italiani senza cittadinanza, il Coordinamento Nazionale Nuove Generazioni Italiane (CoNNGI) e Idem Network, e diverse organizzazioni della società civile, fra cui Libera, A Buon Diritto, Gruppo Abele e ARCI, oltre a varie personalità come Mauro Palma, Luigi Manconi e Ivan Novelli.
Il tema della legge sulla cittadinanza, già varie volte oggetto di falliti tentativi di modifica in Parlamento, era tornato all'attenzione dell'opinione pubblica dopo le Olimpiadi di Parigi, che avevano visto i successi di molti atleti italiani di origine straniera (come Paola Egonu e Myriam Sylla, protagoniste dell'oro olimpico della nazionale di pallavolo femminile) che in passato avevano faticato a essere riconosciuti come italiani. Secondo le stime dei promotori del referendum, il numero di persone interessate dall'eventuale approvazione del quesito abrogativo sarebbe stato compreso fra 2,3 e 2,5 milioni, inclusi i figli minorenni dei nuovi cittadini italiani, i quali avrebbero loro trasmesso la cittadinanza. Una stima indipendente compiuta dal centro studi sull'immigrazione IDOS contava invece un numero compreso fra 1 e 1,7 milioni di persone interessate, considerando come ulteriori fattori le leggi dei singoli Stati di provenienza sulla doppia cittadinanza e il reddito minimo dichiarato.
Il comitato promotore ha puntato quasi esclusivamente sulla raccolta firme digitale, sfruttando la nuova piattaforma apposita messa a disposizione dal governo Meloni a partire dal 26 luglio, e già utilizzata per la raccolta firme del referendum contro l'autonomia differenziata. Nonostante la presentazione a un mese dal termine ultimo per la raccolta delle firme, grazie anche alla spinta di personalità come lo storico Alessandro Barbero, lo scrittore Roberto Saviano, il fumettista Zerocalcare, il CT della nazionale di pallavolo femminile Julio Velasco, il regista Matteo Garrone, gli artisti Ghali, Dargen D'Amico e Malika Ayane, e l'attrice Kasia Smutniak, il referendum ha raggiunto l'obiettivo delle 500.000 firme il 24 settembre 2024. Tutte le sottoscrizioni, che hanno infine raggiunto quota 637.487, sono state depositate dai promotori in Cassazione il 30 settembre seguente.
In seguito al raggiungimento del numero minimo di firme, il referendum è stato bersaglio di una campagna di disinformazione xenofoba e complottista sui contenuti della proposta, condotta prevalentemente su X da account affiliati al collettivo online di estrema destra dei "mattonisti".
Il quesito è stato dichiarato conforme a legge dall'Ufficio centrale per il referendum il 12 dicembre 2024, per poi essere dichiarato ammissibile dalla Corte costituzionale il 20 gennaio 2025, con sentenza depositata il 7 febbraio.

### Quesiti non ammessi
Un ulteriore quesito riguardante l'abrogazione totale del ddl Calderoli sull'autonomia differenziata, sostenuto da quasi tutti i partiti di opposizione al governo Meloni e da varie associazioni e sindacati, era stato depositato in Corte di Cassazione il 5 luglio 2024, e aveva poi raccolto le 500.000 firme necessarie per essere valutato dalla Corte stessa, oltre ad essere stato richiesto formalmente da cinque consigli regionali (di Campania, Emilia-Romagna, Puglia, Sardegna e Toscana). La proposta di referendum era stata dichiarata conforme a legge dall'Ufficio centrale per il referendum il 12 dicembre 2024. Tuttavia, il 20 gennaio 2025, il quesito è stato dichiarato inammissibile dalla Corte costituzionale, a seguito della propria precedente sentenza n. 192/2024, che aveva dichiarato incostituzionali molte parti della legge, con la conseguenza di aver reso «obiettivamente oscuro l'oggetto del quesito» – fortemente ridimensionato per effetto della suddetta sentenza – nonché «privo di chiarezza quanto alla sua finalità».
Proprio in ragione della sentenza n. 192/2024, un secondo quesito volto invece all'abrogazione parziale della legge – e richiesto dagli stessi cinque consigli regionali – era già stato considerato superato dall'Ufficio centrale per il referendum della Cassazione.

## Organizzazione del voto

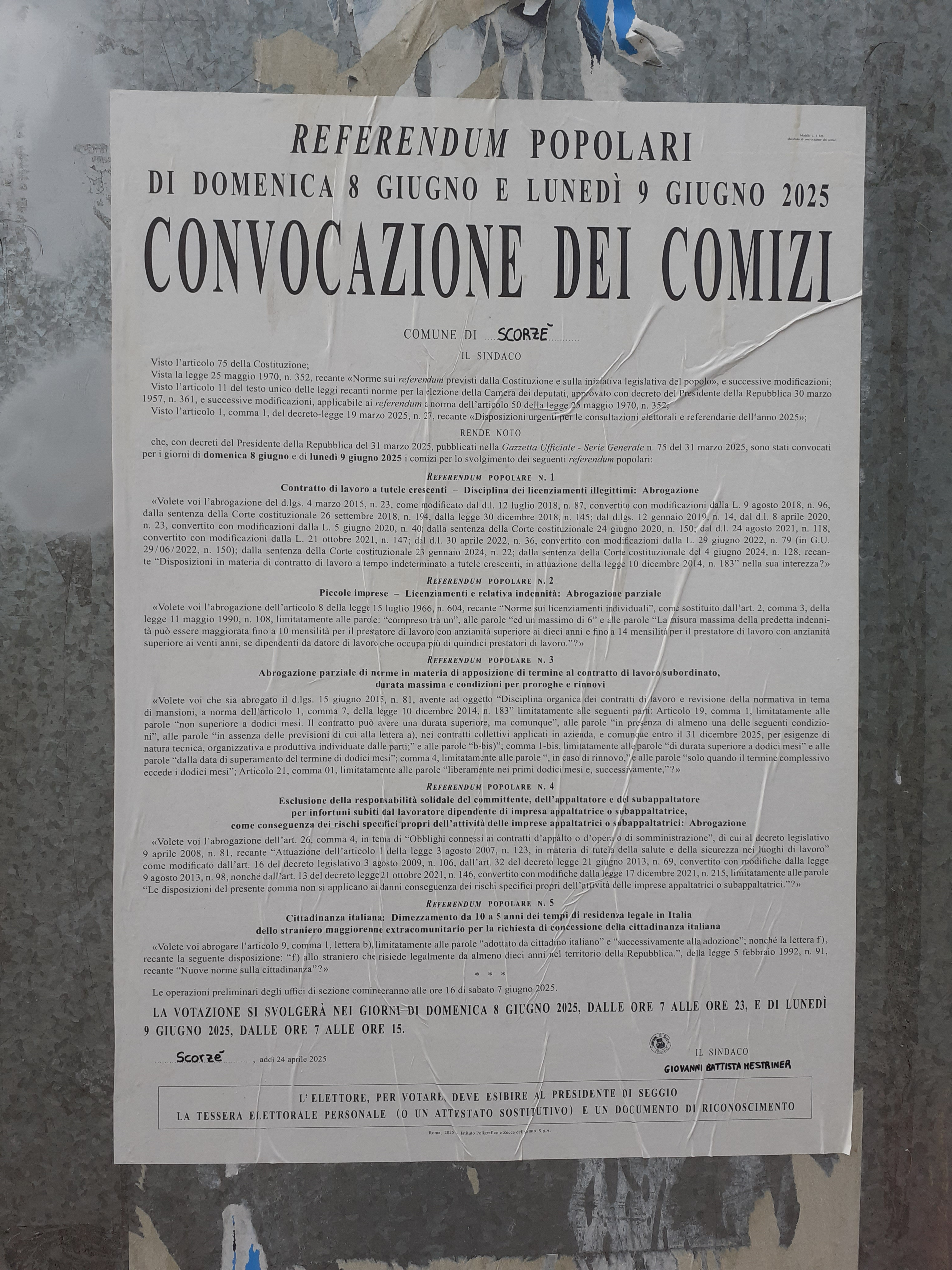
Manifesto di convocazione dei comizi per i referendum abrogativi del 2025

### Data delle elezioni
L'11 marzo 2025, il presidente del comitato referendario per la cittadinanza, Riccardo Magi, e il suo corrispondente per i referendum sul lavoro, Maurizio Landini, hanno partecipato a un incontro con il Segretario del Consiglio dei ministri, Alfredo Mantovano, e il Ministro dell'interno, Matteo Piantedosi, a cui hanno richiesto la possibilità di voto per gli studenti, i lavoratori e i pazienti fuori sede, nonché l'indizione di un appuntamento elettorale unico per referendum ed elezioni amministrative e una copertura mediatica adeguata da parte delle reti Rai e di altre emittenti. Il 13 marzo seguente, il Consiglio dei ministri ha stabilito che i referendum si sarebbero svolti domenica 8 (dalle ore 7 alle 23) e lunedì 9 giugno (dalle ore 7 alle 15) dello stesso anno, in contemporanea al turno di ballottaggio delle elezioni amministrative; la decisione è stata criticata dai promotori, in quanto in contrasto con la loro richiesta di far coincidere la data delle consultazioni con il primo turno di suddette elezioni.

### Quorum
I cinque quesiti proposti sono stati tutti formulati come referendum abrogativi, cioè con cui i cittadini hanno potuto richiedere di eliminare del tutto o in parte le norme contestate. Pertanto, come previsto dall'art. 75 della Costituzione italiana, ciascuno di essi sarebbe stato dichiarato valido se l'affluenza registrata avesse superato il quorum previsto della maggioranza (50% più uno) degli elettori, indipendentemente dal risultato positivo o negativo delle consultazioni.

### Voto per i fuori sede, i residenti all'estero e i soggetti vulnerabili

#### Elettori fuori sede
Il 19 marzo 2025, come parte dell'approvazione del decreto legge "Elezioni", è stato permesso agli elettori fuori sede per motivi di studio, lavoro o cure da almeno tre mesi di richiedere di votare in un seggio diverso dal proprio comune di residenza, presentando domanda entro il 4 maggio dello stesso anno presso il proprio domicilio temporaneo, di persona, tramite persona delegata oppure tramite strumenti telematici. In seguito all'invio di due lettere di sollecitazione da parte dei comitati promotori al Ministro dell'interno Piantedosi, la scadenza per presentare le domande è stata prorogata al 5 maggio.
La domanda consisteva in un modulo reso disponibile sul sito del Ministero dell'interno, a cui dovevano essere allegati una copia di un documento di riconoscimento valido, una copia della tessera elettorale e una copia di una dichiarazione che certificasse la condizione di elettore fuori sede per motivi di studio, lavoro o cure mediche. Nella richiesta, inoltre, gli elettori hanno potuto dichiarare la loro disponibilità a essere nominati presidenti o componenti di sezione elettorale speciale per il voto fuorisede. In caso di necessità, è stato possibile anche revocare la domanda con le stesse modalità entro il 14 maggio seguente. I comuni di domicilio temporaneo dei fuori sede hanno attivato procedure indipendenti per accogliere le domande, consultabili sulle pagine online delle rispettive amministrazioni; quindi, hanno avuto tempo fino al 3 giugno per inviare agli elettori l'attestazione di ammissione al voto (per posta o via email), coordinandosi con i rispettivi comuni di residenza, in modo da evitare equivoci e doppi voti.
In occasione dei referendum, gli elettori fuori sede voteranno in sezioni elettorali speciali o in sezioni ordinarie, a seconda del numero di domande ricevute dal comune in questione; al fine di esprimere il proprio voto, dovranno portare con sé un documento di identità valido, la tessera elettorale originale e l'attestazione di ammissione al voto rilasciata dal comune di domicilio temporaneo.

#### Elettori residenti all'estero
Hanno avuto accesso al voto anche i cittadini iscritti all'AIRE, o residenti temporaneamente all'estero da almeno tre mesi per gli stessi motivi degli elettori fuori sede; questi ultimi hanno potuto presentare domanda entro il 7 maggio, consegnando per posta, via mail o di persona un'apposita dichiarazione, una copia di un documento di identità e il proprio indirizzo estero completo. Il materiale elettorale dovrà essere spedito ai rispettivi indirizzi di residenza esteri degli elettori entro il 21 maggio (in caso di mancato recapito entro il 25 maggio, l'elettore potrà richiedere un duplicato al consolato); il plico conterrà le cinque schede elettorali, più un'altra indicante le generalità del cittadino o della cittadina, e tre buste, di cui una già preaffrancata, da rispedire al consolato di riferimento. Quindi, i responsabili degli uffici consolari avranno tempo fino alle ore 16 del 5 giugno per inviare i plichi nelle sezioni italiane deputate alla raccolta dei voti.

#### Indicazioni generali e per soggetti fragili
Tutti gli elettori dovranno presentarsi al proprio seggio con un documento d'identità valido e la tessera elettorale; chi non avesse la tessera, l'avesse smarrita o avesse esaurito gli spazi disponibili, potrà richiederla all'ufficio elettorale del comune di residenza. Gli elettori con gravi infermità e impossibilitati ad allontanarsi dalla propria abitazione potranno votare a domicilio, dopo aver inviato al proprio comune di residenza una domanda per iscritto, un certificato medico dell'ASL e una copia della tessera elettorale. Gli elettori fisicamente impediti, invece, potranno recarsi in cabina di voto assistiti da un accompagnatore di fiducia, purché regolarmente iscritto nelle liste elettorali.

## I quesiti

### Primo quesito
- Colore scheda: verde

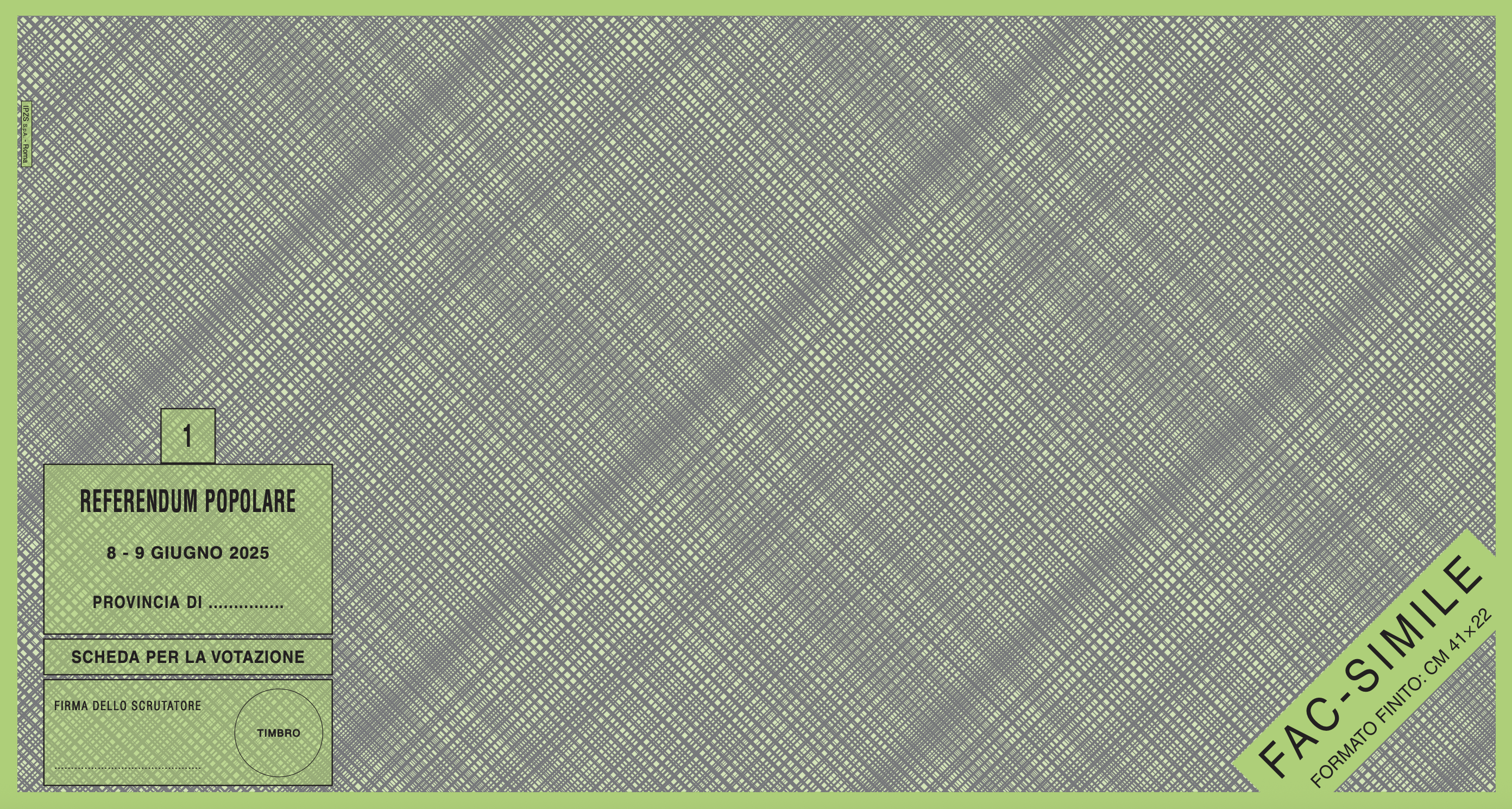
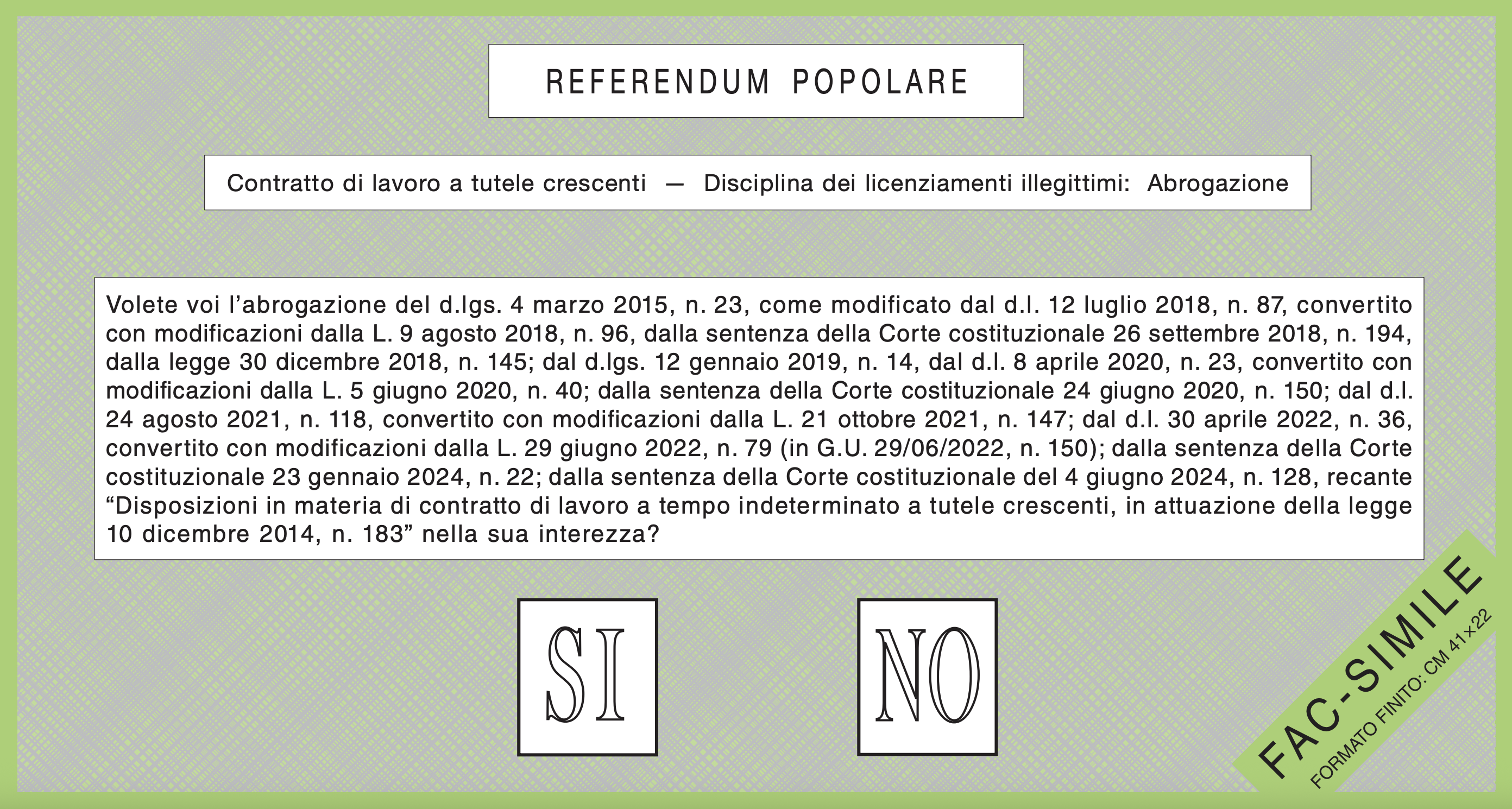

- Titolo: Contratto di lavoro a tutele crescenti - Disciplina dei licenziamenti illegittimi: Abrogazione
- Descrizione: Il quesito propone di abrogare per intero[61] la disciplina vigente che impedisce, nelle imprese con più di 15 dipendenti, di reintegrare lavoratori o lavoratrici licenziati in modo illegittimo, se questi sono stati assunti a partire dal 7 marzo 2015, anche nel caso in cui il giudice dichiari ingiusta, o infondata, l'interruzione del rapporto;[62][63] i dipendenti in questione hanno diritto esclusivamente a un indennizzo compreso fra 6 e 36 mesi di stipendio,[62] oltre a mensilità e altri contributi non pagati nel periodo fra il licenziamento e la sentenza.[64] Il reintegro è invece previsto in qualsiasi caso di licenziamenti ritenuti illegittimi in quanto nulli o discriminatori.[64] Tali norme erano state introdotte dal decreto legislativo n.23 del 2015, una parte della riforma Jobs Act, attuata dal governo Renzi, ma in seguito modificata da varie sentenze della Corte costituzionale.[64] Nel caso in cui il referendum venisse approvato, verrebbe ripristinata la precedente normativa, riferita all'articolo 18 dello Statuto dei lavoratori del 1970, poi modificato dalla riforma del lavoro Fornero del 2012: in questo modo, tornerebbe a valere per tutti i lavoratori la possibilità della reintegrazione nei casi di licenziamento illegittimo, ma sempre nei limiti previsti dalla riforma Fornero.[5][62] Dunque, l'indennizzo a cui si avrebbe diritto nel caso di licenziamenti individuali si restringerebbe a una gamma compresa fra 12 e 24 mesi di stipendio; invece, verrebbero reintegrati i dipendenti coinvolti in licenziamenti collettivi (di almeno cinque persone) ritenuti illegittimi dal giudice.[64]

| Testo del quesito | Testo del quesito |
| ----------------- | --- |
|                   | Volete voi l'abrogazione del d.lgs. 4 marzo 2015, n. 23, come modificato dal d.l. 12 luglio 2018, n. 87, convertito con modificazioni dalla L. 9 agosto 2018, n. 96, dalla sentenza della Corte costituzionale 26 settembre 2018, n. 194, dalla legge 30 dicembre 2018, n. 145; dal d.lgs. 12 gennaio 2019, n. 14, dal d.l. 8 aprile 2020, n. 23, convertito con modificazioni dalla L. 5 giugno 2020, n. 40; dalla sentenza della Corte costituzionale 24 giugno 2020, n. 150; dal d.l. 24 agosto 2021, n. 118, convertito con modificazioni dalla L. 21 ottobre 2021, n. 147; dal d.l. 30 aprile 2022, n. 36, convertito con modificazioni dalla L. 29 giugno 2022, n. 79 (in G.U. 29/06/2022, n. 150); dalla sentenza della Corte costituzionale 23 gennaio 2024, n. 22; dalla sentenza della Corte costituzionale del 4 giugno 2024, n. 128, recante "Disposizioni in materia di contratto di lavoro a tempo indeterminato a tutele crescenti, in attuazione della legge 10 dicembre 2014, n. 183" nella sua interezza? |

### Secondo quesito
- Colore scheda: arancione

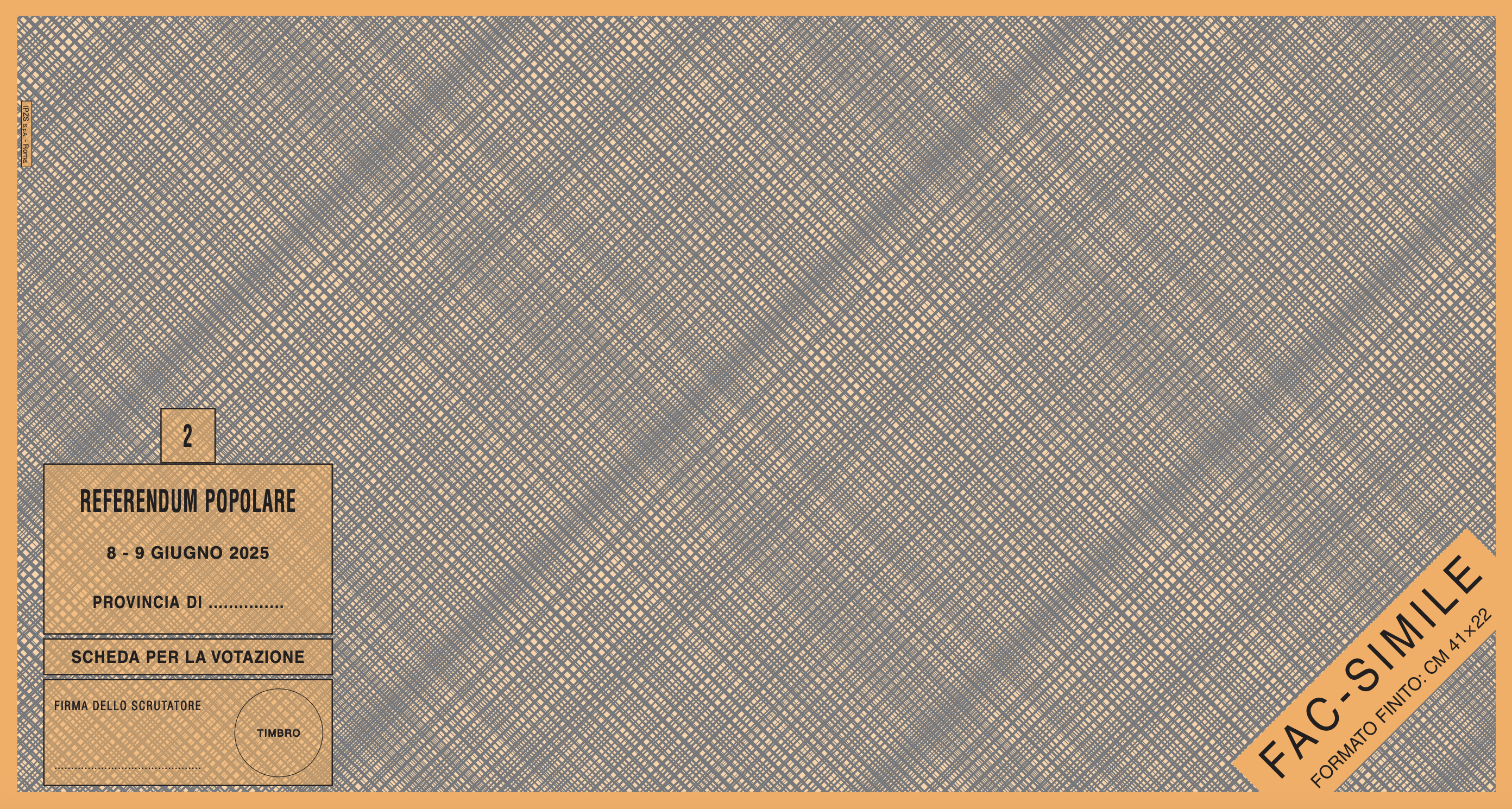
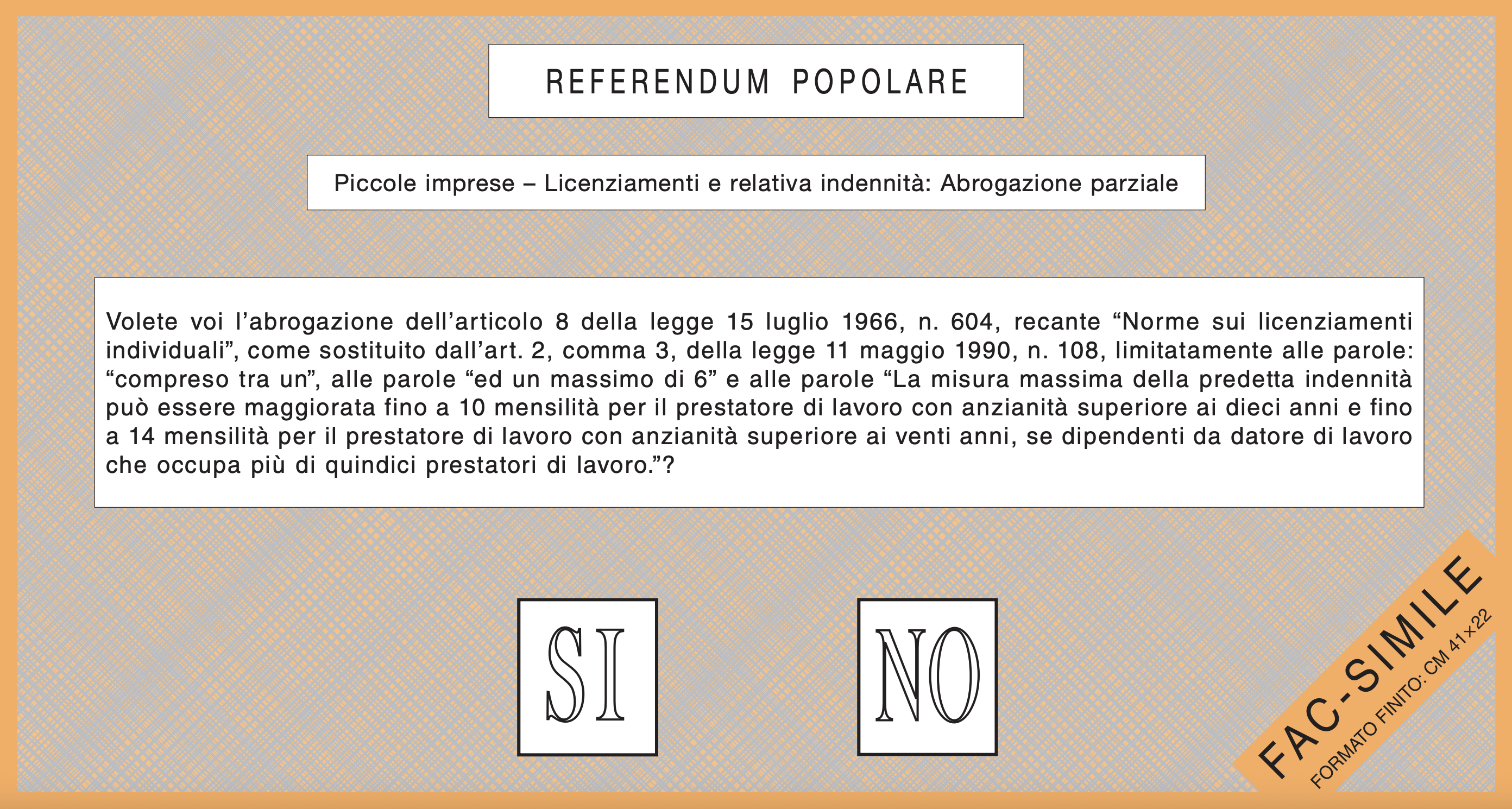

- Titolo: Piccole imprese - Licenziamenti e relativa indennità: Abrogazione parziale
- Descrizione: Il quesito propone di abrogare parzialmente[61] la disciplina vigente che impone un limite all'indennità per i lavoratori e le lavoratrici licenziati in modo illegittimo nelle piccole imprese (con meno di 16 dipendenti),[59][62] dove in tali casi si può ricevere solo un risarcimento massimo pari a sei mesi di stipendio,[62] anche nel caso in cui il giudice dichiari ingiusta e infondata l'interruzione del rapporto.[63] Tali norme erano state introdotte dalla legge 604/1966 e dalla n. 108 del 1990, che prevedono il reintegro dei dipendenti delle piccole imprese solo nel caso di licenziamenti discriminatori.[64] Nel caso in cui il referendum venisse approvato, la responsabilità di stabilire l'indennizzo verrebbe ceduta al giudice, che stabilirebbe l'ammontare del risarcimento senza limiti economici, ma sulla base di criteri come l'età, i carichi di famiglia e la capacità economica dell'impresa.[62][64]

| Testo del quesito | Testo del quesito |
| ----------------- | --- |
|                   | Volete voi l'abrogazione dell'articolo 8 della legge 15 luglio 1966, n. 604, recante "Norme sui licenziamenti individuali", come sostituito dall'art. 2, comma 3, della legge 11 maggio 1990, n. 108, limitatamente alle parole: "compreso tra un", alle parole "ed un massimo di 6" e alle parole "La misura massima della predetta indennità può essere maggiorata fino a 10 mensilità per il prestatore di lavoro con anzianità superiore ai dieci anni e fino a 14 mensilità per il prestatore di lavoro con anzianità superiore ai venti anni, se dipendenti da datore di lavoro che occupa più di quindici prestatori di lavoro."? |

### Terzo quesito
- Colore scheda: grigio

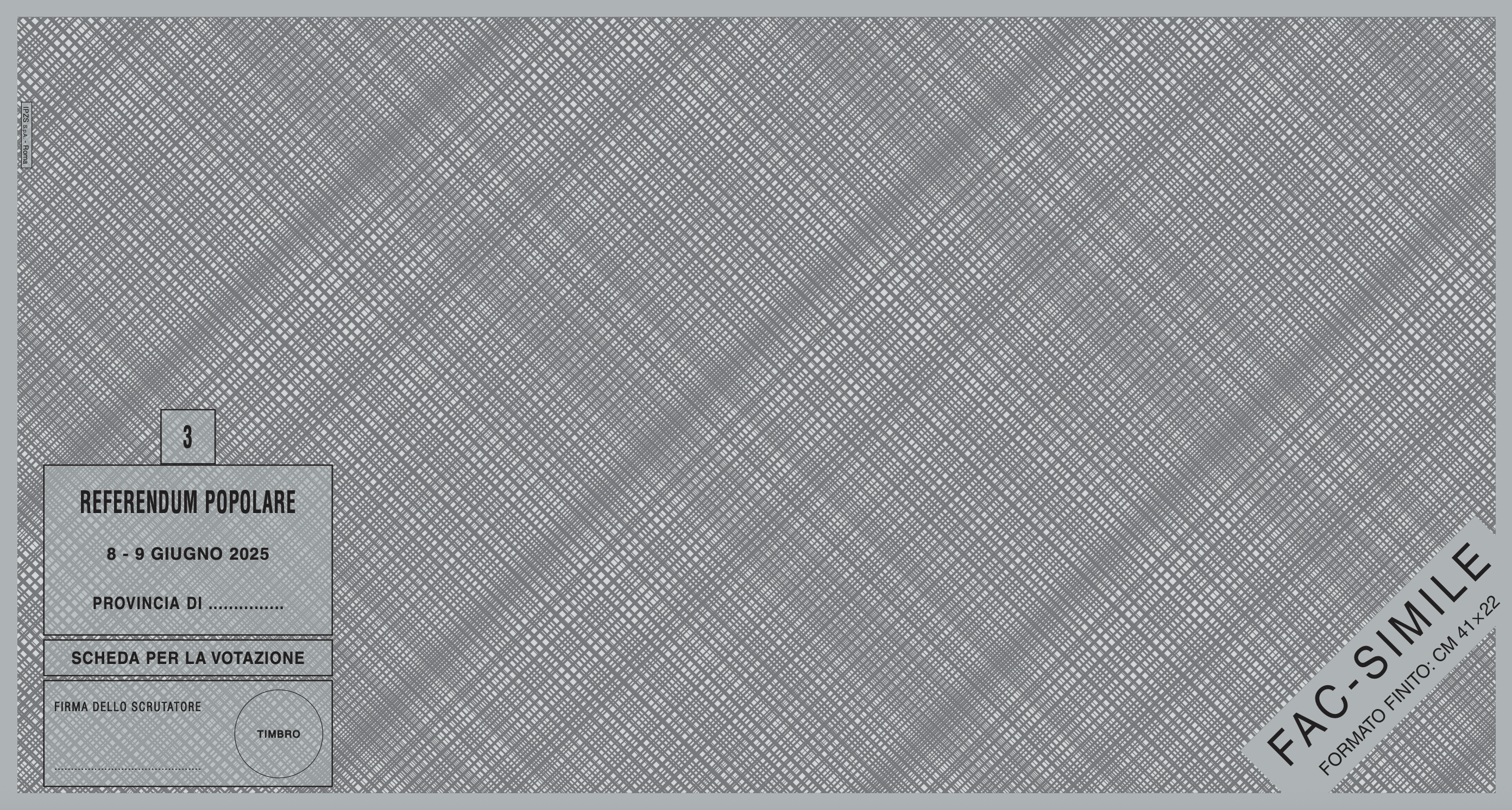
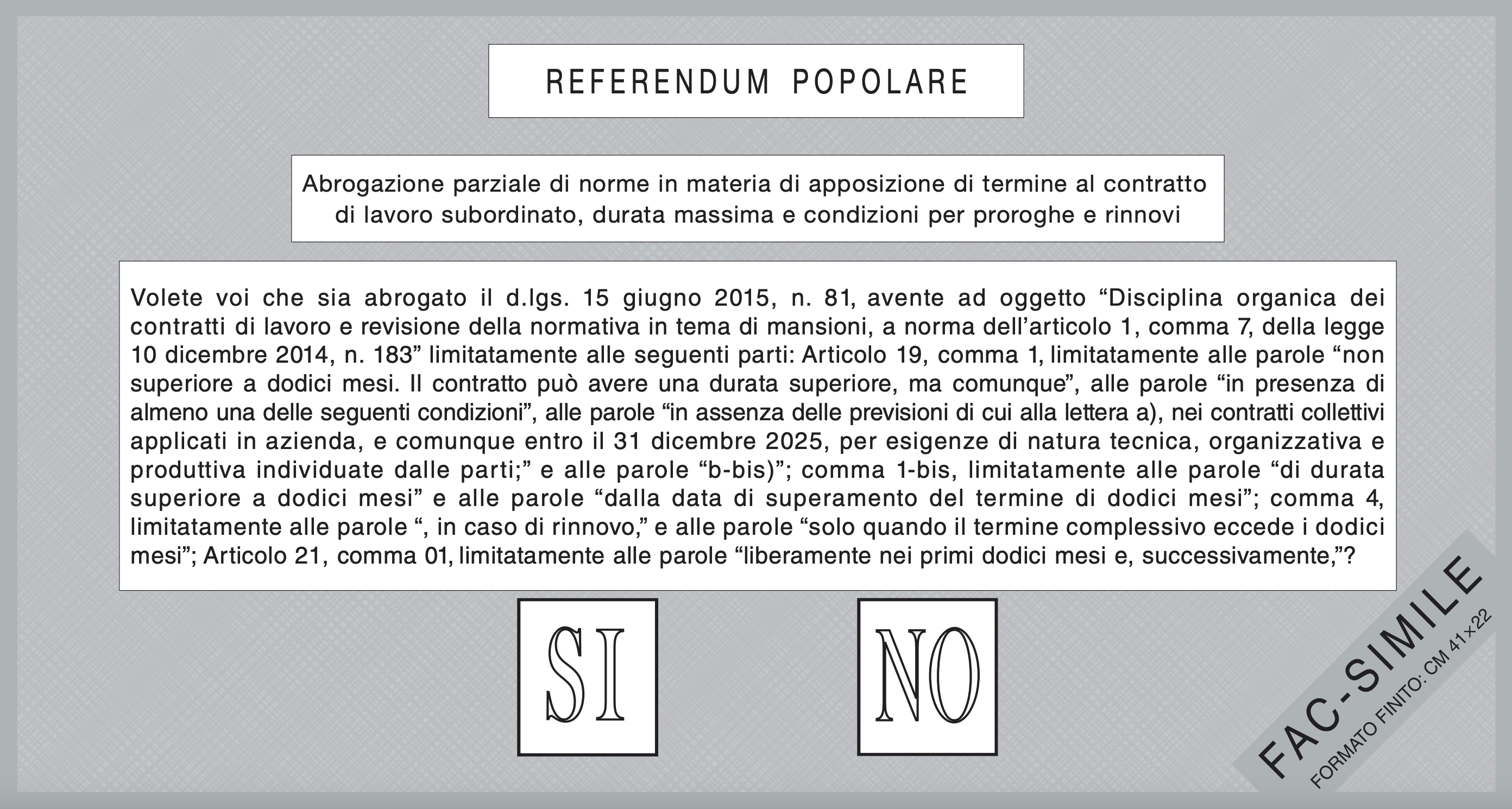

- Titolo: Abrogazione parziale di norme in materia di apposizione di termine al contratto di lavoro subordinato, durata massima e condizioni per proroghe e rinnovi
- Descrizione: Il quesito propone di abrogare parzialmente[61] alcune delle regole vigenti sull'utilizzo dei contratti a termine,[52][62] che li rendono stipulabili fino a 12 mesi senz'alcun obbligo di causali che giustifichino il lavoro temporaneo da parte del datore di lavoro,[59] nemmeno in un eventuale giudizio.[62] Tali norme erano state introdotte dal decreto legislativo n.81 del 2015, una parte della riforma Jobs Act, attuata dal governo Renzi, ma in seguito modificata da varie sentenze della Corte costituzionale e successivi decreti legge.[64] Nel caso in cui il referendum venisse approvato, l'obbligo di indicare il motivo del ricorso ad accordi a termine verrebbe nuovamente esteso anche ai contratti e ai rapporti di lavoro di durata pari o inferiore ai 12 mesi,[64] e verrebbe eliminata la possibilità per le parti individuali coinvolte di individuare giustificazioni per la stipula, la proroga o il rinnovo di tali contratti, limitando così il ricorso agli accordi a tempo determinato.[5][52]

| Testo del quesito | Testo del quesito |
| ----------------- | --- |
|                   | Volete voi che sia abrogato il d.lgs. 15 giugno 2015, n. 81, avente ad oggetto "Disciplina organica dei contratti di lavoro e revisione della normativa in tema di mansioni, a norma dell'articolo 1, comma 7, della legge 10 dicembre 2014, n. 183" limitatamente alle seguenti parti: Articolo 19, comma 1, limitatamente alle parole "non superiore a dodici mesi. Il contratto può avere una durata superiore, ma comunque", alle parole "in presenza di almeno una delle seguenti condizioni", alle parole "in assenza delle previsioni di cui alla lettera a), nei contratti collettivi applicati in azienda, e comunque entro il 31 dicembre 2024, per esigenze di natura tecnica, organizzativa e produttiva individuate dalle parti;" e alle parole "b-bis)"; comma 1-bis, limitatamente alle parole "di durata superiore a dodici mesi" e alle parole "dalla data di superamento del termine di dodici mesi"; comma 4, limitatamente alle parole ", in caso di rinnovo," e alle parole "solo quando il termine complessivo eccede i dodici mesi"; Articolo 21, comma 01, limitatamente alle parole "liberamente nei primi dodici mesi e, successivamente,"? |

### Quarto quesito
- Colore scheda: rosso

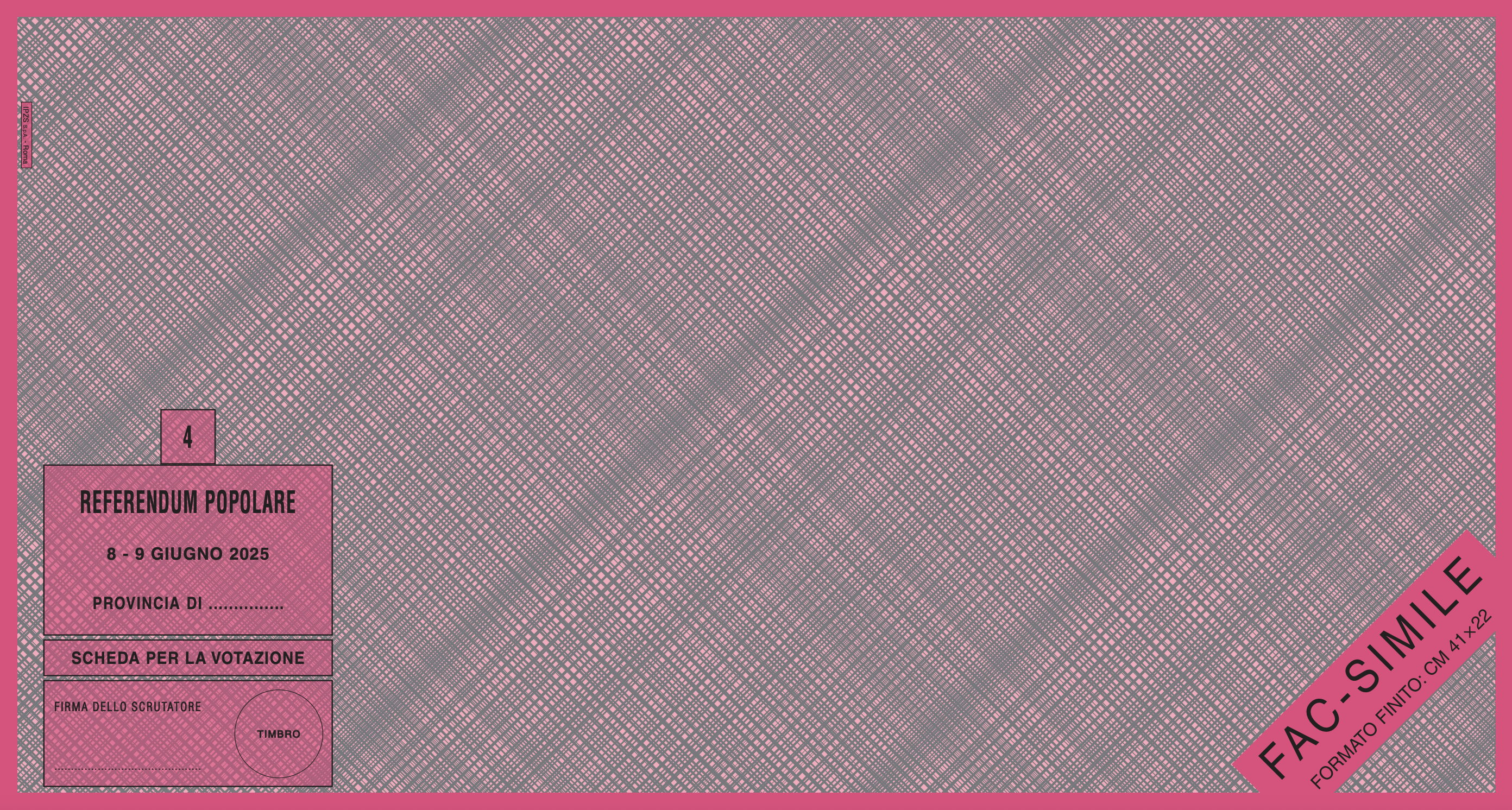
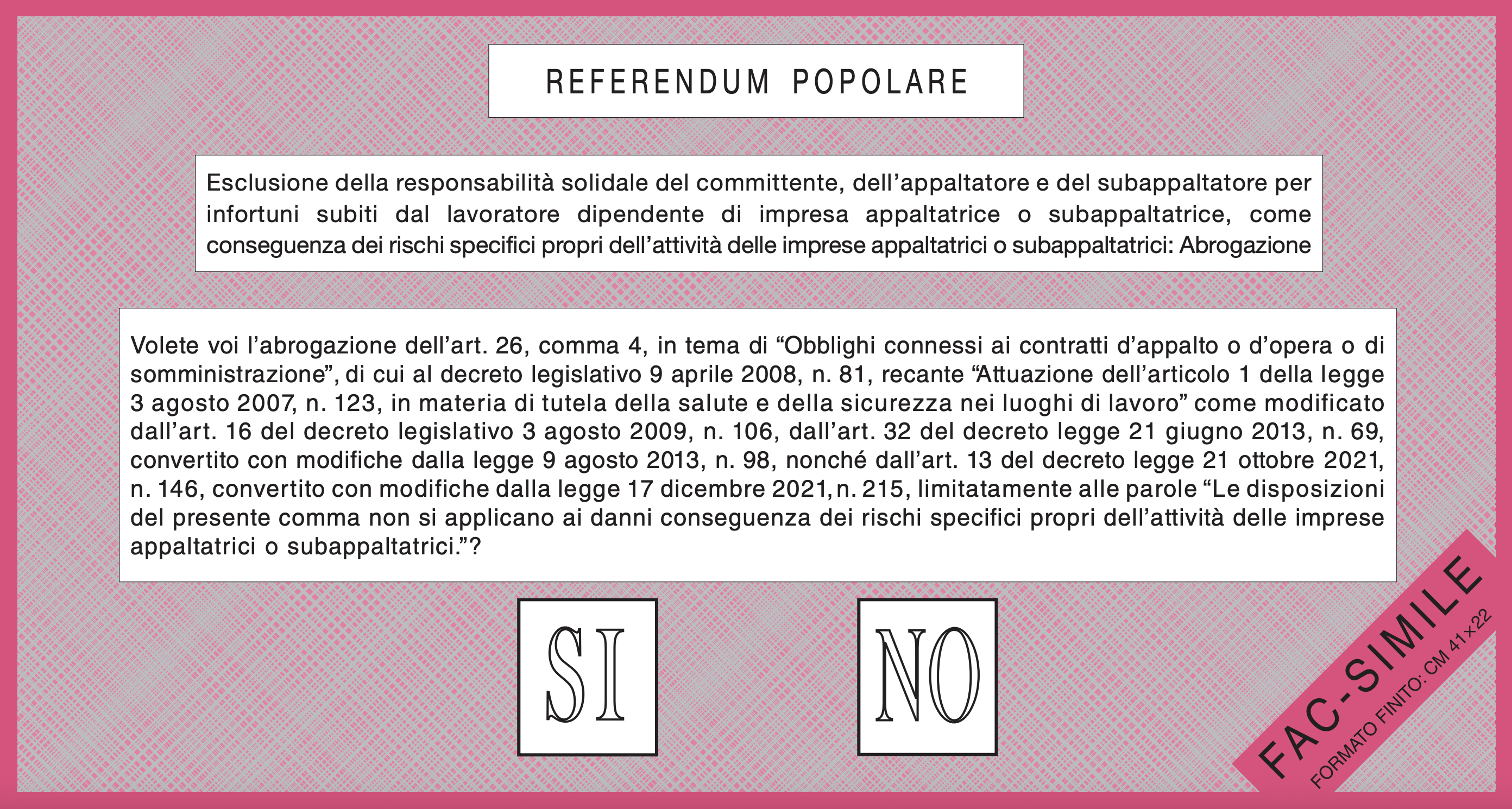

- Titolo: Esclusione della responsabilità solidale del committente, dell'appaltatore e del subappaltatore per infortuni subiti dal lavoratore dipendente di impresa appaltatrice o subappaltatrice, come conseguenza dei rischi specifici propri dell'attività delle imprese appaltatrici o subappaltatrici: Abrogazione
- Descrizione: Il quesito propone di abrogare parzialmente[61] la norma vigente che stabilisce l'assenza di responsabilità solidale dell'impresa appaltante e dei subappaltatori nei casi di infortunio sul lavoro o di malattie professionali che coinvolgono i lavoratori dipendenti dell'appaltatore o del subappaltatore,[66] qualora essi siano privi di copertura assicurativa da parte dell'INAIL o dell'IPSEMA.[14][52] Tali norme erano state introdotte da un comma del testo unico sulla sicurezza nei luoghi di lavoro del 2008, poi modificato varie volte nel corso degli anni, fino al 2021.[64] Nel caso in cui il referendum venisse approvato, la responsabilità di tali infortuni verrebbe estesa anche all'impresa committente, che dovrebbe quindi risarcire i danni subiti dai lavoratori anche se derivanti da rischi specifici dell'attività produttiva delle imprese appaltanti o dei subappaltatori.[14][52]

| Testo del quesito | Testo del quesito |
| ----------------- | --- |
|                   | Volete voi l'abrogazione dell'art. 26, comma 4, in tema di "Obblighi connessi ai contratti d'appalto o d'opera o di somministrazione", di cui al decreto legislativo 9 aprile 2008, n. 81, recante "Attuazione dell'articolo 1 della legge 3 agosto 2007, n. 123, in materia di tutela della salute e della sicurezza nei luoghi di lavoro" come modificato dall'art. 16 del decreto legislativo 3 agosto 2009, n. 106, dall'art. 32 del decreto legge 21 giugno 2013, n. 69, convertito con modifiche dalla legge 9 agosto 2013, n. 98, nonché dall'art. 13 del decreto legge 21 ottobre 2021, n. 146, convertito con modifiche dalla legge 17 dicembre 2021, n. 215, limitatamente alle parole "Le disposizioni del presente comma non si applicano ai danni conseguenza dei rischi specifici propri dell'attività delle imprese appaltatrici o subappaltatrici."? |

### Quinto quesito
- Colore scheda: giallo

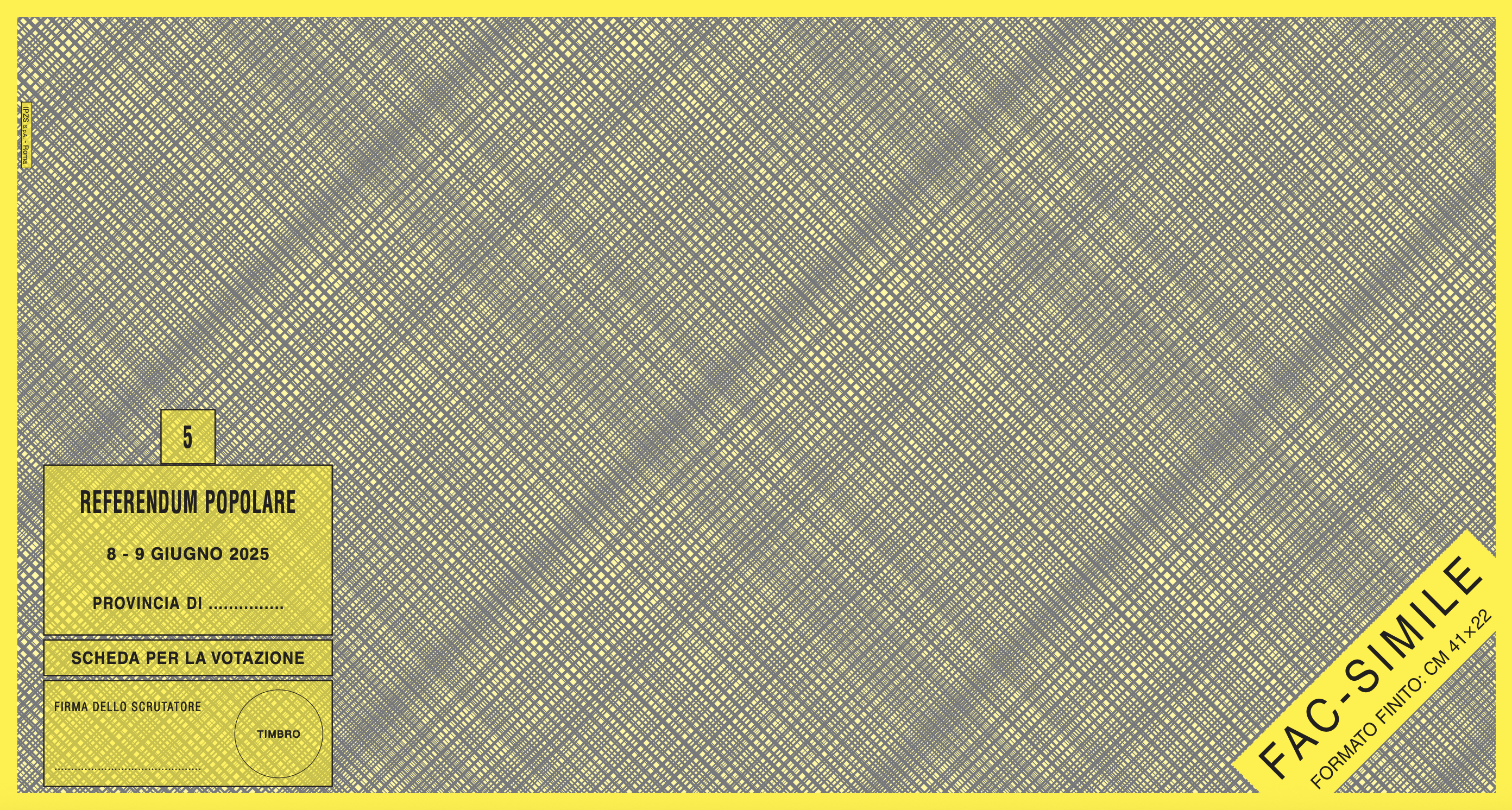
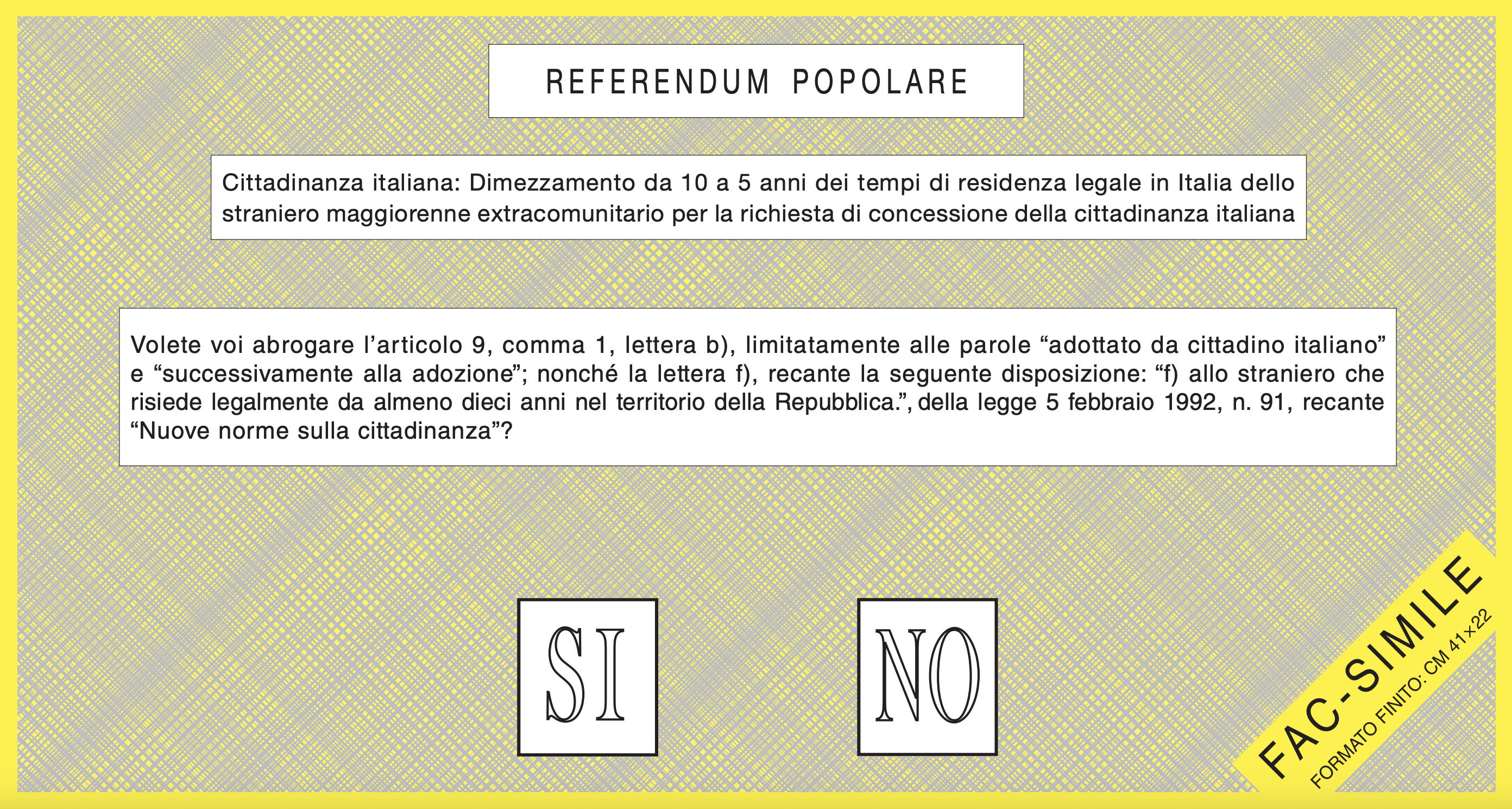

- Titolo: Cittadinanza italiana: Dimezzamento da 10 a 5 anni dei tempi di residenza legale in Italia dello straniero maggiorenne extracomunitario per la richiesta di concessione della cittadinanza italiana
- Descrizione: Il quesito propone di abrogare alcune delle norme vigenti relative alla concessione della cittadinanza italiana ai cittadini di origini straniere, stabilite dalla legge nº 91 del 1992,[67] per cui gli stranieri maggiorenni adottati da italiani possono richiedere la cittadinanza dopo cinque anni di residenza (art. 9, comma 1b), mentre tutti gli altri stranieri provenienti da Paesi extra-UE devono aver risieduto legalmente per almeno dieci anni nel Paese al fine di fare domanda (art. 9, comma 1f).[67][68] In quest'ultimo caso, i minori di origini straniere che non hanno già acquisito la cittadinanza tramite i genitori, per ius sanguinis, devono attendere di compiere 18 anni e, al momento della domanda, dimostrare di aver sempre vissuto in Italia.[67] Nel caso in cui il referendum venisse approvato, l'articolo 9 verrebbe modificato, cancellando parte del comma 1b (le specifiche sull'adozione da cittadini italiani) e tutto il comma 1f, riducendo così da dieci a cinque anni per tutti i cittadini stranieri maggiorenni il periodo di residenza legale in Italia necessario a chiedere la cittadinanza italiana.[67] In questo modo, verrebbero ripristinati i requisiti stabiliti per la prima volta dal codice civile del 1865,[5][52] e il diritto di cittadinanza verrebbe esteso anche ai figli minorenni dei richiedenti;[14] comunque, verrebbero mantenuti tutti gli altri criteri necessari a presentare la domanda,[59] e cioè la conoscenza della lingua italiana, il possesso negli ultimi anni di un adeguato reddito, il pagamento regolare delle tasse nel Paese, la fedina penale pulita e uno status che non rappresenti minacce per la sicurezza della Repubblica.[59][68]

| Testo del quesito | Testo del quesito |
| ----------------- | --- |
|                   | Volete voi abrogare l'articolo 9, comma 1, lettera b), limitatamente alle parole "adottato da cittadino italiano" e "successivamente alla adozione"; nonché la lettera f), recante la seguente disposizione: "f) allo straniero che risiede legalmente da almeno dieci anni nel territorio della Repubblica.", della legge 5 febbraio 1992, n. 91, recante "Nuove norme sulla cittadinanza"? |

## Posizioni

### Principali partiti politici
Nella tabella seguente sono elencate tutte le posizioni, se presenti, dei partiti politici presenti nel Parlamento italiano ed europeo o promotori dei quesiti.
| Partito | Partito                                          | Lavoro          | Lavoro                  | Lavoro          | Lavoro                 | Cittadinanza    | Fonte         |            |            |               |
| Partito | Partito                                          | 1               | 2                       | 3               | 4                      | 5               | Fonte         |            |            |               |
| ------- | ------------------------------------------------ | --------------- | ----------------------- | --------------- | ---------------------- | --------------- | ------------- | ---------- | ---------- | ------------- |
| Partito | Partito                                          |                 | Fratelli d'Italia (FdI) | Astensione      | Astensione             | Astensione      | Fonte         | Astensione | Astensione | [ 71 ] [ 72 ] |
|         | Partito Democratico (PD)                         | Sì              | Sì                      | Sì              | Sì                     | Sì              | [ 76 ] [ 77 ] |            |            |               |
|         | Lega per Salvini Premier (LSP)                   | Astensione      | Astensione              | Astensione      | Astensione             | Astensione      | [ 72 ] [ 78 ] |            |            |               |
|         | Movimento 5 Stelle (M5S)                         | Sì              | Sì                      | Sì              | Sì                     | Libertà di voto | [ 77 ] [ 81 ] |            |            |               |
|         | Forza Italia (FI)                                | Astensione      | Astensione              | Astensione      | Astensione             | Astensione      | [ 72 ] [ 83 ] |            |            |               |
|         | Italia Viva (IV)                                 | No              | No con Libertà di voto  | No              | No con Libertà di voto | Sì              | [ 77 ] [ 84 ] |            |            |               |
|         | Azione (Az)                                      | No              | No                      | No              | No                     | Sì              | [ 77 ] [ 85 ] |            |            |               |
|         | Europa Verde (EV)                                | Sì              | Sì                      | Sì              | Sì                     | Sì              | [ 77 ] [ 86 ] |            |            |               |
|         | Sinistra Italiana (SI)                           | Sì              | Sì                      | Sì              | Sì                     | Sì              | [ 77 ] [ 86 ] |            |            |               |
|         | Südtiroler Volkspartei (SVP)                     | Libertà di voto | Libertà di voto         | Libertà di voto | Libertà di voto        | Libertà di voto | [ 87 ]        |            |            |               |
|         | Noi Moderati (NM)                                | No              | No                      | No              | No                     | No              | [ 72 ] [ 77 ] |            |            |               |
|         | +Europa (+E)                                     | No              | No                      | No              | Sì                     | Sì              | [ 9 ] [ 88 ]  |            |            |               |
|         | Democrazia Solidale (DemoS)                      | Sì              | Sì                      | Sì              | Sì                     | Sì              | [ 89 ]        |            |            |               |
|         | Movimento Associativo Italiani all'Estero (MAIE) | Libertà di voto | Libertà di voto         | Libertà di voto | Libertà di voto        | Libertà di voto | [ 90 ] [ 91 ] |            |            |               |
|         | Unione di Centro (UdC)                           | No              | No                      | No              | No                     | No              | [ 92 ]        |            |            |               |
|         | Centristi per l'Europa (CpE)                     | Libertà di voto | Libertà di voto         | Libertà di voto | Libertà di voto        | Libertà di voto | [ 93 ] [ 94 ] |            |            |               |
|         | Democrazia Cristiana con Rotondi (DCR)           | Indeciso        | Indeciso                | Indeciso        | Indeciso               | Indeciso        | [ 95 ]        |            |            |               |
|         | Partito Liberaldemocratico (PLD)                 | No              | No                      | No              | No                     | Sì              | [ 96 ]        |            |            |               |
|         | Campobase                                        | No              | Sì                      | No              | Sì                     | Sì              | [ 97 ]        |            |            |               |
|         | Partito Progressista (PP)                        | Sì              | Sì                      | Sì              | Sì                     | Sì              | [ 98 ] [ 99 ] |            |            |               |
|         | Sud chiama Nord (ScN)                            | Libertà di voto | Libertà di voto         | Libertà di voto | Libertà di voto        | No              | [ 100 ]       |            |            |               |
|         | Union Valdôtaine (UV)                            | Libertà di voto | Libertà di voto         | Libertà di voto | Libertà di voto        | Libertà di voto | [ 101 ]       |            |            |               |
|         | Verdi del Sudtirolo/Alto Adige (VGV)             | Sì              | Sì                      | Sì              | Sì                     | Sì              | [ 102 ]       |            |            |               |
|         | Partito della Rifondazione Comunista (PRC)       | Sì              | Sì                      | Sì              | Sì                     | Sì              | [ 9 ] [ 103 ] |            |            |               |
|         | Partito Socialista Italiano (PSI)                | Sì              | Sì                      | Sì              | Sì                     | Sì              | [ 9 ] [ 77 ]  |            |            |               |
|         | Possibile (Pos)                                  | Sì              | Sì                      | Sì              | Sì                     | Sì              | [ 9 ] [ 104 ] |            |            |               |
|         | Radicali Italiani (RI)                           | No              | No                      | No              | No                     | Sì              | [ 9 ] [ 105 ] |            |            |               |

### Principali sindacati
Nella tabella seguente sono elencate tutte le posizioni, se presenti, dei principali sindacati italiani, siano essi associati o meno a uno dei comitati promotori dei quesiti.
| Sindacato | Sindacato | Lavoro     | Lavoro          | Lavoro          | Lavoro     | Cittadinanza    | Fonte           |    |    |               |
| Sindacato | Sindacato | 1          | 2               | 3               | 4          | 5               | Fonte           |    |    |               |
| --------- | --------- | ---------- | --------------- | --------------- | ---------- | --------------- | --------------- | -- | -- | ------------- |
| Sindacato | Sindacato |            | CGIL            | Sì              | Sì         | Sì              | Fonte           | Sì | Sì | [ 6 ] [ 106 ] |
|           | UIL       | Sì         | Libertà di voto | Libertà di voto | Sì         | Libertà di voto | [ 107 ] [ 108 ] |    |    |               |
|           | CISL      | Astensione | Astensione      | Astensione      | Astensione | Astensione      | [ 72 ] [ 109 ]  |    |    |               |
|           | USB       | Sì         | Sì              | Sì              | Sì         | Sì              | [ 110 ] [ 111 ] |    |    |               |

### Comitati referendari

#### Comitati per il Sì
| Comitato                                   | Portavoce                                    | Promotori | Slogan                      | Sito web                  | Quesito/i promosso/i | Fonti          |
| ------------------------------------------ | -------------------------------------------- | --- | --------------------------- | ------------------------- | -------------------- | -------------- |
| Comitato per i Referendum sul Lavoro 2025  | Maurizio Landini                             | CGIL, Auser, Camere del Lavoro, Libera, Libertà e Giustizia, Federconsumatori, Articolo 21, ARCI, UDU, Rete degli studenti medi, Medicina Democratica, Magistratura democratica, Forum Disuguaglianze e Diversità, Giuristi democratici, USiGRai, FNSI | Il voto è la nostra rivolta | referendum2025.it         | 1, 2, 3, 4           | [ 77 ] [ 112 ] |
| Comitato promotore Referendum Cittadinanza | Riccardo Magi, Sonny Olumati, Deepika Salhan | +E, POS, RI, PSI, PRC, Libera, ARCI, UDS, ASGI, ActionAid, Oxfam Italia, Sea-Watch, Open Arms, A Buon Diritto | SìAmoItalia                 | referendumcittadinanza.it | 5                    | [ 77 ] [ 112 ] |

#### Comitati per il No
| Comitato                                                   | Portavoce      | Promotori           | Slogan | Sito web | Quesito/i respinto/i | Fonti          |
| ---------------------------------------------------------- | -------------- | ------------------- | ------ | -------- | -------------------- | -------------- |
| Comitato per il NO ai 4 referendum "Contro il lavoro"      | Igor Boni      | Europa Radicale, IV |        |          | 1, 2, 3, 4           | [ 77 ] [ 113 ] |
| Comitato Referendario per il NO e l’Astensione Consapevole | Claudio Armeni | ANGPG               |        |          | 1, 2, 3, 4, 5        | [ 77 ] [ 114 ] |

### Società civile
Il 28 aprile 2025, è stato pubblicato un appello al voto a favore di tutti i referendum da parte di 40 personalità della ricerca e dell'università, fra cui Giorgio Parisi, Silvio Garattini, Donatella della Porta, Nadia Urbinati, Salvatore Settis, Marco Doria, Luigi Ferrajoli e la deputata Maria Cecilia Guerra. Il 10 maggio seguente, è stato pubblicato un altro appello analogo, promosso da un gruppo di lavoratrici e lavoratori aderenti alla sigla SLC CGIL di Milano e firmato, fra gli altri, da Angela Finocchiaro, Paolo Fresu, Ottavia Piccolo, Lella Costa, Lino Guanciale, Marina Massironi, Serena Dandini, Francesco Paolantoni, i Punkreas, Ricky Gianco ed Elio De Capitani.
Alessandro Barbero, Alfiero Grandi e la FNSI hanno promosso il voto a favore di tutti e cinque i quesiti. Invece, diverse figure si sono schierate pubblicamente a favore del solo referendum sulla cittadinanza, fra cui Maurizio Ambrosini, Julio Velasco, Ghali, Mahmood, Zerocalcare, Giancane, Brunori Sas, Giorgia, Neri Marcorè e la direttrice generale di Save the Children Italia, Daniela Fatarella.
Inviti al voto più generici e senza indicazioni specifiche sono arrivati da Geppi Cucciari, Marco Mengoni, Valeria Solarino, Michele Serra, Maurizio Crozza, Vera Gheno, Piero Pelù, Malika Ayane, Gemitaiz, Jake La Furia ed Elodie.
Il 19 maggio 2025, oltre 50 sindaci di varie città italiane hanno pubblicato un appello generico a partecipare alle consultazioni; in seguito, un'intenzione analoga è stata espressa da Marco Bucci e Silvia Salis, rispettivamente, sindaci di Genova uscente e neo-eletta.
In una nota pubblica, il vice-presidente della Conferenza Episcopale Italiana e vescovo di Cassano allo Ionio, mons. Francesco Savino, ha invitato ufficialmente la comunità cattolica italiana al voto, pur non dando alcuna indicazione ufficiale. L'AGESCI e il Movimento dei focolari hanno adottato la stessa linea della CEI; l'Azione Cattolica e la Comunità di Sant'Egidio hanno promosso il voto a favore del quesito sulla cittadinanza, così come la Chiesa valdese di Torino, mentre Compagnia delle Opere e Movimento Cristiano Lavoratori si sono schierati a favore dell'astensione.

## Campagna referendaria

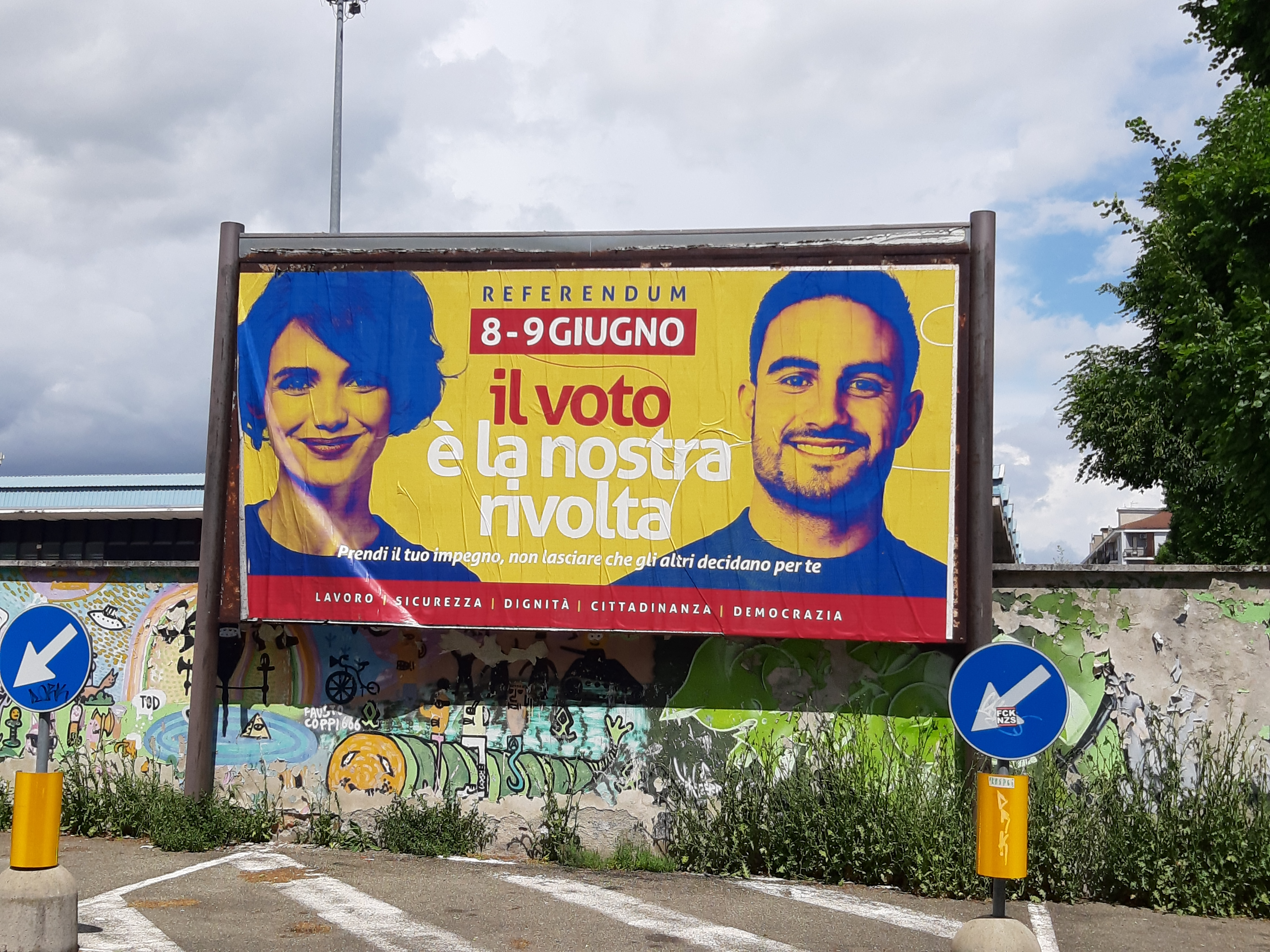
Manifesto del Comitato per i Referendum sul Lavoro e sulla Cittadinanza ad Alessandria nel maggio del 2025

Il 12 e il 13 febbraio 2025, durante un incontro nazionale della CGIL al PalaDozza di Bologna, è stata avviata la campagna referendaria per i quesiti sul lavoro, mentre le organizzazioni e i partiti promotori del referendum sulla cittadinanza hanno tenuto un'assemblea ufficiale il 7 marzo seguente, ai locali di ExtraLibera a Roma. L'11 e il 12 aprile seguenti la CGIL ha organizzato l'evento "Futura 2025", organizzato alla Camera del Lavoro di Milano, consistente in una serie di discussioni sul contenuto e sugli obiettivi dei cinque quesiti.
I partiti della maggioranza del governo Meloni (Fratelli d'Italia, Lega e Forza Italia) hanno invece invitato i propri elettori ad astenersi dalle consultazioni referendarie, con l'unica eccezione di Noi moderati, che invece ha dato indicazione di votare contro tutti e cinque i quesiti. In maniera simile, anche la CISL ha invitato all'astensione, in particolar modo dai quesiti sul lavoro.
La sera del 14 maggio 2025, alcuni esponenti del comitato promotore del referendum sulla cittadinanza hanno proiettato il simbolo della campagna sulla facciata di Palazzo Chigi, durante un flash mob organizzato in Piazza Colonna a Roma.
Il 19 maggio 2025, la CGIL e i comitati promotori dei referendum sul lavoro e cittadinanza hanno organizzato in Piazza Vittorio Emanuele II a Roma una "maratona contro l'astensionismo", al fine di sensibilizzare l'opinione pubblica nei confronti dei temi dei quesiti e protestare contro la decisione dei partiti della maggioranza di governo di invitare i propri elettori all'astensione. Alla manifestazione hanno partecipato, fra gli altri, i leader di Partito Democratico, Movimento 5 Stelle e Alleanza Verdi e Sinistra, oltre a diversi esponenti della politica locale e della società civile, come Luciana Castellina, Christian Raimo, Mauro Biani, Francesco Paolantoni, Andrea Segre, Sigfrido Ranucci, Maria Grazia Calandrone, Lino Guanciale e Luca Telese. Lo stesso giorno, il leader di Italia Viva, Matteo Renzi, ha tenuto una diretta sui propri profili social insieme a Tommaso Nannicini, al fine di spiegare gli scopi dei cinque referendum; in tale occasione, Renzi ha però ribadito la propria contrarietà ai due quesiti relativi al Jobs Act, riforma che era stata promossa dal suo governo.
Il 2 giugno 2025, durante le celebrazioni per la Festa della Repubblica Italiana, la Presidente del Consiglio Giorgia Meloni ha annunciato la propria intenzione di recarsi alle urne, senza però votare, scelta equivalente a un'astensione.
Negli ultimi giorni della campagna referendaria, il comitato promotore del quesito sulla cittadinanza ha condiviso uno spot dal titolo La nostra Storia, ispirato alla scena finale del film C'è ancora domani di Paola Cortellesi, e che utilizzava la stessa colonna sonora (il brano A bocca chiusa, di Daniele Silvestri).

### Comunicazione tramite mezzi di informazione
Il 2 aprile 2025, la Commissione di vigilanza parlamentare Rai ha emanato una delibera per regolamentare la comunicazione, l'organizzazione delle tribune elettorali e i messaggi autogestiti sui cinque referendum. Lungo la fine di aprile, i comitati referendari hanno organizzato una serie di manifestazioni davanti alle sedi regionali Rai di diverse città, chiedendo che l'emittente pubblica garantisse un maggior livello di informazione sulle consultazioni in programma.
L'8 aprile, l'Autorità per le garanzie nelle comunicazioni (AGCOM) ha pubblicato una delibera relativa alle disposizioni su comunicazione politica e parità di accesso ai mezzi di informazione relative alle campagne per i cinque referendum, destinata a quotidiani, periodici, giornali online, istituti di sondaggistica ed emittenti radiotelevisive. Il 13 maggio seguente, sempre l'AGCOM ha diffuso un provvedimento di richiamo nei confronti della Rai e di tutte le altre emittenti televisive e radiofoniche nazionali, affinché garantissero "un’informazione corretta, imparziale e completa sui quesiti referendari e sulle ragioni a sostegno delle opzioni di voto".
Il 14 maggio 2025, durante un question time alla Camera dei deputati, il deputato e promotore del referendum sulla cittadinanza Riccardo Magi è entrato nell'aula travestito da fantasma, accusando il Governo Meloni di scarsa informazione sui cinque quesiti e protestando contro l'invito dei partiti di maggioranza all'astensione; il gesto, per cui Magi è stato espulso dall'aula stessa, è stato paragonato ad uno analogo dell'attivista dei Radicali Marco Pannella in occasione del referendum sulla caccia del 1997.
Il 19 maggio, il Partito Democratico ha lanciato una serie di presidi davanti alle sedi regionali Rai, accusando il servizio pubblico e il Governo Meloni di limitare l'informazione sui referendum.

### Accuse di limitazioni alla campagna elettorale
Nel maggio del 2025, durante un'intervista per Avvenire, Antonella Soldo, coordinatrice del comitato promotore per il referendum sulla cittadinanza, ha accusato l'organizzazione del Concerto del Primo Maggio a Roma di non aver permesso ai conduttori e ai cantanti coinvolti di includere riferimenti alle consultazioni nei loro interventi; inoltre, ha dichiarato che un flash mob organizzato lo stesso giorno dal comitato in Piazza San Giovanni in Laterano era stato bloccato da "una quindicina di agenti di polizia in borghese", in quanto privo di autorizzazione.
Il 10 maggio, quattro sindacalisti della CGIL e un addetto alla sicurezza di un centro commerciale di Roma sono stati identificati da una pattuglia della Polizia di Stato, in seguito a un alterco dovuto all'attività di volantinaggio a favore dei referendum da parte degli esponenti del sindacato.

### Dibattiti
Dal 12 maggio al 6 giugno Rai Parlamento ha organizzato una serie di 45 confronti televisivi (due per giorno, poi tre a iniziare dal 2 giugno) su Rai 1, Rai 2 e Rai 3, oltre ad altri 45 confronti radiofonici. Inoltre, sono stati trasmessi messaggi autogestiti relativi alle posizioni favorevoli o contrarie ai quesiti su Rai 3 e sui canali radio della Rai.

## Sondaggi

### Affluenza alle urne
| Data              | Istituto   | Committente                         | Campione | Margine di errore (%) | Affluenza       | Affluenza  | Affluenza           | Affluenza  | Affluenza  |        |        |        |        |        |
| Data              | Istituto   | Committente                         | Campione | Margine di errore (%) | 1° quesito      | 2° quesito | 3° quesito          | 4° quesito | 5° quesito |        |        |        |        |        |
| ----------------- | ---------- | ----------------------------------- | -------- | --------------------- | --------------- | ---------- | ------------------- | ---------- | ---------- | ------ | ------ | ------ | ------ | ------ |
| Data              | Istituto   | Committente                         | Campione | Margine di errore (%) | 6–8 maggio 2025 | Ipsos      | Corriere della Sera | 1000       | ±3,1       | 32-38% | 32-38% | 32-38% | 32-38% | 32-38% |
| 7-12 maggio 2025  | SWG        | TG La7 (La7)                        | 1200     | ±2,8                  | 32-36%          | 32-36%     | 32-36%              | 32-36%     | 32-36%     |        |        |        |        |        |
| 10-15 maggio 2025 | Lab21      | Affaritaliani.it                    | 1000     | -                     | 29,9-33,9%      | 29,9-33,9% | 29,9-33,9%          | 29,9-33,9% | 29,9-33,9% |        |        |        |        |        |
| 13-14 maggio 2025 | Eumetra MR | Banijaý Italia (Piazza Pulita, La7) | 800      | ±4                    | 35%             | 35%        | 35%                 | 35%        | 35%        |        |        |        |        |        |
| 13 maggio 2025    | Noto       | Porta a Porta (Rai 1)               | -        | -                     | 33%             | 33%        | 33%                 | 33%        | 33%        |        |        |        |        |        |
| 14-16 maggio 2025 | Demopolis  | Otto e mezzo (La7)                  | 2000     | ±3                    | 31-39%          | 31-39%     | 31-39%              | 31-39%     | 31-39%     |        |        |        |        |        |
| 21-22 maggio 2025 | IZI S.p.A. | L'aria che tira (La7)               | 1058     | ±3                    | 36-42%          | 36-42%     | 36-42%              | 36-42%     | 36-42%     |        |        |        |        |        |

### Quesiti
| Data              | Istituto   | Committente                         | Campione | Margine di errore (%) | 1° quesito       | 1° quesito | 1° quesito          | 1° quesito | 2° quesito | 2° quesito | 2° quesito | 2° quesito | 3° quesito | 3° quesito | 3° quesito | 3° quesito | 4° quesito | 4° quesito | 4° quesito | 4° quesito | 5° quesito | 5° quesito | 5° quesito | 5° quesito |    |    |    |    |    |    |    |    |   |    |
| Data              | Istituto   | Committente                         | Campione | Margine di errore (%) | Sì               | No         | Indecisi            | Scarto     | Sì         | No         | Indecisi   | Scarto     | Sì         | No         | Indecisi   | Scarto     | Sì         | No         | Indecisi   | Scarto     | Sì         | No         | Indecisi   | Scarto     |    |    |    |    |    |    |    |    |   |    |
| ----------------- | ---------- | ----------------------------------- | -------- | --------------------- | ---------------- | ---------- | ------------------- | ---------- | ---------- | ---------- | ---------- | ---------- | ---------- | ---------- | ---------- | ---------- | ---------- | ---------- | ---------- | ---------- | ---------- | ---------- | ---------- | ---------- | -- | -- | -- | -- | -- | -- | -- | -- | - | -- |
| Data              | Istituto   | Committente                         | Campione | Margine di errore (%) | 6–8 maggio 2025  | Ipsos      | Corriere della Sera | Scarto     | 1000       | ±3,1       | 30         | Scarto     | 5          | 6          | 25         | Scarto     | 26         | 7          | 9          | Scarto     | 19         | 29         | 5          | Scarto     | 7  | 24 | 33 | 5  | 4  | 28 | 23 | 12 | 6 | 11 |
| Data              | Istituto   | Committente                         | Campione | Margine di errore (%) | 7-12 maggio 2025 | SWG        | TG La7 (La7)        | 1200       | ±2,8       | 77         | 13         | 10         | 64         | 68         | 14         | 18         | 54         | 72         | 13         | 15         | 59         | 74         | 13         | 13         | 61 | 56 | 32 | 12 | 24 |    |    |    |   |    |
| 13 maggio 2025    | Noto       | Porta a Porta (Rai 1)               | -        | -                     | 75               | 13         | 12                  | 62         | 62         | 21         | 17         | 41         | 59         | 27         | 21         | 32         | 62         | 21         | 17         | 41         | 52         | 40         | 12         | 12         |    |    |    |    |    |    |    |    |   |    |
| 13-14 maggio 2025 | Eumetra MR | Banijaý Italia (Piazza Pulita, La7) | 800      | ±4                    | 75.0             | 16.4       | 8.6                 | 58.6       | 65.2       | 17.6       | 17.2       | 47.6       | 69.7       | 13.1       | 17.2       | 56.6       | 65.60      | 19.7       | 14.7       | 45.9       | 56.2       | 33.1       | 10.7       | 23.1       |    |    |    |    |    |    |    |    |   |    |
| 14-16 maggio 2025 | Demopolis  | Otto e mezzo (La7)                  | 2000     | ±3                    | 65               | N.D.       | N.D.                | N.D.       | 68         | N.D.       | N.D.       | N.D.       | 60         | N.D.       | N.D.       | N.D.       | 67         | N.D.       | N.D.       | N.D.       | 48         | N.D.       | N.D.       | N.D.       |    |    |    |    |    |    |    |    |   |    |

### Conoscenza della consultazione
| Data              | Istituto           | Committente                         | Campione | Persone a conoscenza della consultazione referendaria |
| ----------------- | ------------------ | ----------------------------------- | -------- | ----------------------------------------------------- |
| 6-8 maggio 2025   | Ipsos              | Corriere della Sera                 | 1000     | 62%                                                   |
| 7-12 maggio 2025  | SWG                | TG La7 (La7)                        | 1200     | 54%                                                   |
| 10-15 maggio 2025 | Lab21              | Affaritaliani.it                    | 1000     | 88,5%                                                 |
| 13-14 mag 2025    | Eumetra MR         | Banijaý Italia (Piazza Pulita, La7) | 800      | 82,8%                                                 |
| 14-15 mag 2025    | Demos&Pi e Demetra | La Repubblica                       | 1009     | 91%                                                   |
| 14-16 maggio 2025 | Demopolis          | Otto e mezzo (La7)                  | 2000     | 65%                                                   |
| 21-22 maggio 2025 | IZI S.p.A.         | L'aria che tira (La7)               | 1058     | 85%                                                   |

## Affluenza

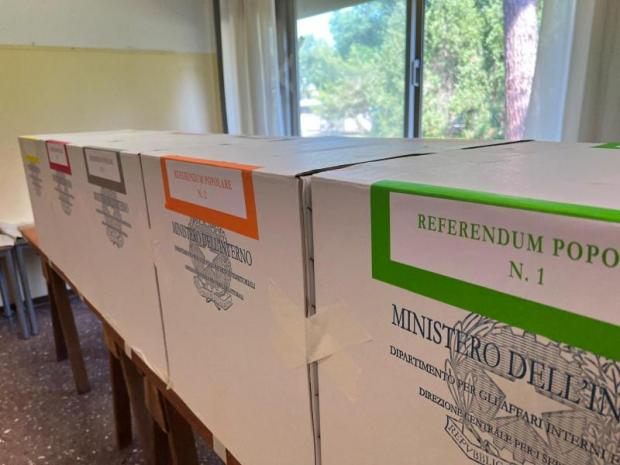
Urne per le votazioni a Venezia

Il corpo elettorale per i 5 quesiti referendari era di 51 301 377 elettori, di cui 45 997 941 in Italia (registrati in 61 591 sezioni) e 5 303 436 all'estero (registrati in 1 863 circoscrizioni consolari).
Il quorum della maggioranza degli aventi diritto non è stato raggiunto per alcuno dei cinque quesiti. Il limite minimo del 50% più uno degli elettori aventi diritto è stato raggiunto in soli 28 comuni italiani (di cui 11 impegnati in elezioni amministrative), con il primato di Rosello, in cui si è registrato il 66% di affluenza; nella Circoscrizione Estero, il quorum è stato raggiunto in 13 Paesi, tra cui Gibuti, in cui vi è stata un'affluenza del 102,41%.

### Affluenza alle urne
| Quesito | Quesito    | Affluenza | Affluenza | Affluenza | Affluenza | Affluenza | Affluenza |
| Quesito | Quesito    | Italia    | Italia    | Italia    | Italia    | Estero    | Totale    |
| Quesito | Quesito    | Domenica  | Domenica  | Domenica  | Lunedì    | Estero    | Totale    |
| Quesito | Quesito    | 12:00     | 19:00     | 23:00     | 15:00     | Estero    | Totale    |
| ------- | ---------- | --------- | --------- | --------- | --------- | --------- | --------- |
|         | 1º quesito | 7,41%     | 16,16%    | 22,73%    | 30,58%    | 23,76%    | 29,89%    |
|         | 2º quesito | 7,41%     | 16,16%    | 22,73%    | 30,58%    | 23,77%    | 29,89%    |
|         | 3º quesito | 7,41%     | 16,16%    | 22,73%    | 30,58%    | 23,74%    | 29,89%    |
|         | 4º quesito | 7,41%     | 16,17%    | 22,74%    | 30,60%    | 23,74%    | 29,90%    |
|         | 5º quesito | 7,41%     | 16,17%    | 22,73%    | 30,59%    | 23,87%    | 29,91%    |

#### Affluenza nelle regioni

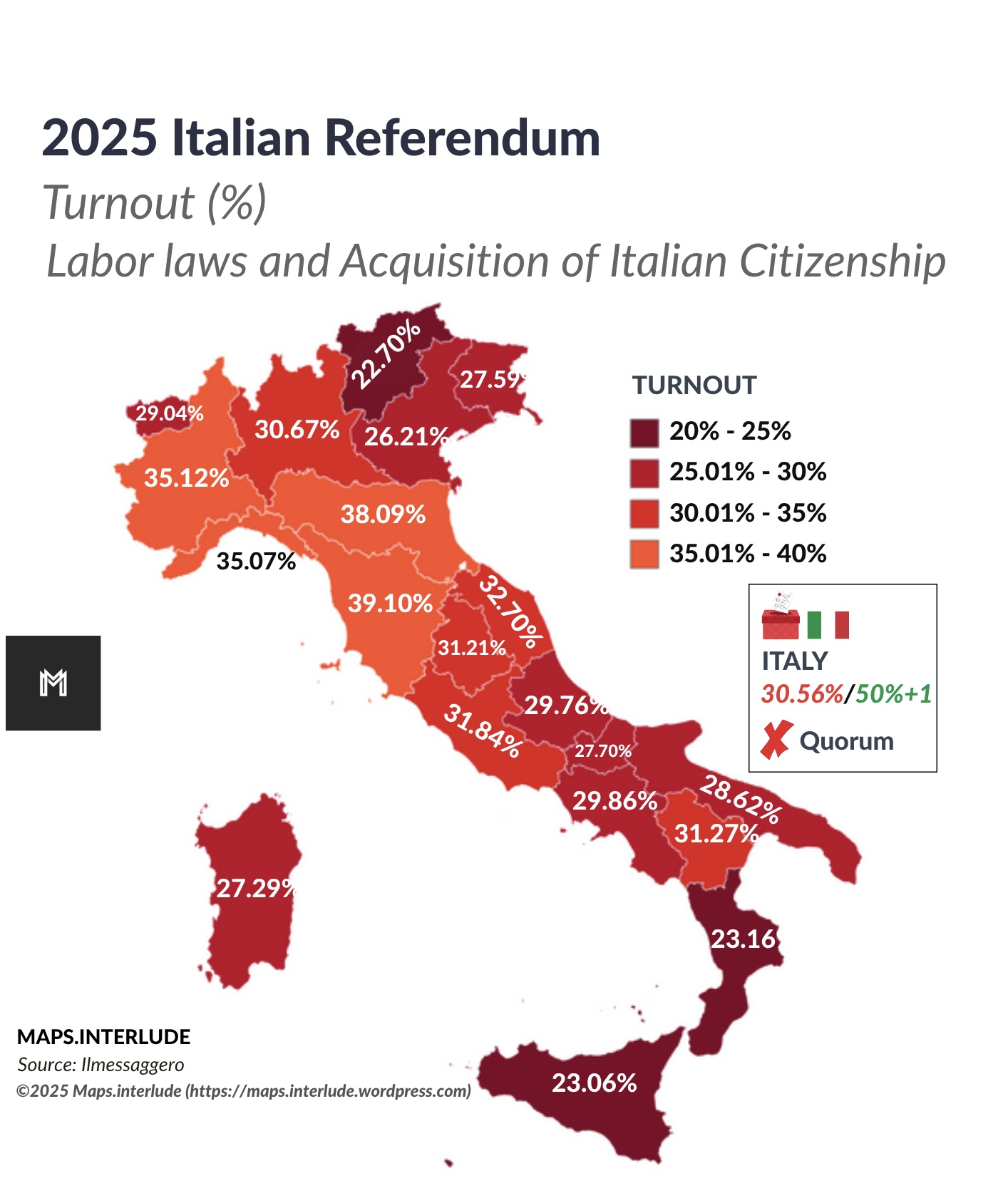
Affluenza nelle regioni italiane

| Regione                           | 1° quesito    | 2° quesito | 3° quesito | 4° quesito | 5° quesito |        |
| --------------------------------- | ------------- | ---------- | ---------- | ---------- | ---------- | ------ |
| Regione                           | Valle d'Aosta | 29,02%     | 29,00%     | 29,00%     | 28,99%     | 29,03% |
| Piemonte                          | 35,20%        | 35,20%     | 35,21%     | 35,22%     | 35,25%     |        |
| Liguria                           | 35,07%        | 35,06%     | 35,08%     | 35,08%     | 35,05%     |        |
| Lombardia                         | 30,70%        | 30,69%     | 30,70%     | 30,73%     | 30,75%     |        |
| Trentino-Alto Adige               | 22,70%        | 22,70%     | 22,71%     | 22,71%     | 22,72%     |        |
| Veneto                            | 26,21%        | 26,21%     | 26,22%     | 26,23%     | 26,24%     |        |
| Friuli-Venezia Giulia             | 27,58%        | 27,57%     | 27,59%     | 27,59%     | 27,59%     |        |
| Emilia-Romagna                    | 38,10%        | 38,09%     | 38,10%     | 38,12%     | 38,12%     |        |
| Toscana                           | 39,09%        | 39,08%     | 39,09%     | 39,11%     | 39,08%     |        |
| Marche                            | 32,70%        | 32,70%     | 32,70%     | 32,71%     | 32,67%     |        |
| Umbria                            | 31,21%        | 31,21%     | 31,21%     | 31,23%     | 31,19%     |        |
| Lazio                             | 31,86%        | 31,85%     | 31,86%     | 31,87%     | 31,85%     |        |
| Abruzzo                           | 29,77%        | 29,77%     | 29,77%     | 29,77%     | 29,73%     |        |
| Molise                            | 27,70%        | 27,70%     | 27,70%     | 27,70%     | 27,67%     |        |
| Campania                          | 29,85%        | 29,85%     | 29,85%     | 29,85%     | 29,85%     |        |
| Basilicata                        | 31,27%        | 31,27%     | 31,27%     | 31,27%     | 31,26%     |        |
| Puglia                            | 28,61%        | 28,61%     | 28,61%     | 28,61%     | 28,60%     |        |
| Calabria                          | 23,82%        | 23,81%     | 23,81%     | 23,81%     | 23,80%     |        |
| Sicilia                           | 23,10%        | 23,10%     | 23,10%     | 23,10%     | 23,09%     |        |
| Sardegna                          | 27,73%        | 27,73%     | 27,73%     | 27,74%     | 27,73%     |        |
| Totale Italia                     | 30,58%        | 30,58%     | 30,58%     | 30,60%     | 30,59%     |        |
| Europa                            | 19,19%        | 19,18%     | 19,18%     | 19,21%     | 19,35%     |        |
| America meridionale               | 34,59%        | 34,61%     | 34,56%     | 34,48%     | 34,63%     |        |
| America settentrionale e centrale | 16,45%        | 16,50%     | 16,43%     | 16,52%     | 16,64%     |        |
| Africa, Asia, Oceania e Antartide | 18,09%        | 18,14%     | 18,05%     | 18,13%     | 18,16%     |        |
| Circoscrizione Estero             | 23,76%        | 23,77%     | 23,74%     | 23,74%     | 23,88%     |        |
| Totale (Italia+Estero)            | 29,89%        | 29,89%     | 29,89%     | 29,90%     | 29,91%     |        |

## Risultati
| Quesito | Quesito    | Elettori   | Votanti | Affluenza | SI         | %      | NO        | %      | Schede nulle | Schede bianche | Schede contestate |
| ------- | ---------- | ---------- | ------- | --------- | ---------- | ------ | --------- | ------ | ------------ | -------------- | ----------------- |
|         | 1° quesito | 51 301 377 |         | 29,89%    | 13 031 443 | 87,57% | 1 850 524 | 12,43% |              |                |                   |
|         | 2° quesito | 51 301 377 |         | 29,89%    | 12 790 318 | 86,02% | 2 078 242 | 13,98% |              |                |                   |
|         | 3° quesito | 51 301 377 |         | 29,89%    | 12 997 453 | 87,53% | 1 852 027 | 12,47% |              |                |                   |
|         | 4° quesito | 51 301 377 |         | 29,90%    | 12 763 732 | 85,78% | 2 115 055 | 14,22% |              |                |                   |
|         | 5° quesito | 51 301 377 |         | 29,91%    | 9 748 806  | 65,34% | 5 172 207 | 34,66% |              |                |                   |

Risultati nelle regioni
| Regione                           | 1° quesito    | 1° quesito | 2° quesito | 2° quesito | 3° quesito | 3° quesito | 4° quesito | 4° quesito | 5° quesito | 5° quesito |        |
| Regione                           | Sì            | No         | Sì         | No         | Sì         | No         | Sì         | No         | Sì         | No         |        |
| --------------------------------- | ------------- | ---------- | ---------- | ---------- | ---------- | ---------- | ---------- | ---------- | ---------- | ---------- | ------ |
| Regione                           | Valle d'Aosta | 85,29%     | 14,71%     | 83,38%     | 16,62%     | 85,16%     | 14,84%     | 81,37%     | 18,63%     | 64,23%     | 35,77% |
| Piemonte                          | 86,80%        | 13,20%     | 85,04%     | 14,96%     | 86,87%     | 13,13%     | 85,35%     | 14,65%     | 64,21%     | 35,79%     |        |
| Liguria                           | 89,71%        | 10,29%     | 88,10%     | 11,90%     | 89,38%     | 10,62%     | 87,98%     | 12,02%     | 65,40%     | 34,60%     |        |
| Lombardia                         | 85,51%        | 14,49%     | 84,15%     | 15,45%     | 85,91%     | 14,09%     | 84,24%     | 15,76%     | 63,29%     | 36,71%     |        |
| Trentino-Alto Adige               | 83,68%        | 16,32%     | 82,10%     | 17,90%     | 83,40%     | 16,60%     | 81,70%     | 18,30%     | 60,06%     | 39,94%     |        |
| Veneto                            | 84,56%        | 15,44%     | 83,07%     | 16,93%     | 84,90%     | 15,10%     | 82,75%     | 17,25%     | 61,96%     | 38,04%     |        |
| Friuli-Venezia Giulia             | 84,84%        | 15,16%     | 83,23%     | 16,77%     | 84,86%     | 15,14%     | 82,39%     | 17,61%     | 60,56%     | 39,44%     |        |
| Emilia-Romagna                    | 88,08%        | 11,92%     | 86,69%     | 13,31%     | 88,18%     | 11,82%     | 87,10%     | 12,90%     | 71,36%     | 28,64%     |        |
| Toscana                           | 89,55%        | 10,45%     | 88,20%     | 11,80%     | 89,47%     | 10,53%     | 88,60%     | 11,40%     | 67,06%     | 32,94%     |        |
| Marche                            | 88,48%        | 11,52%     | 86,88%     | 13,12%     | 88,30%     | 11,70%     | 86,59%     | 13,41%     | 62,33%     | 37,67%     |        |
| Umbria                            | 90,06%        | 9,94%      | 88,50%     | 11,50%     | 89,80%     | 10,20%     | 88,11%     | 11,89%     | 64,61%     | 35,39%     |        |
| Lazio                             | 91,13%        | 8,87%      | 89,61%     | 10,39%     | 90,95%     | 9,05%      | 89,45%     | 10,55%     | 69,07%     | 30,93%     |        |
| Abruzzo                           | 90,13%        | 9,87%      | 88,63%     | 11,37%     | 89,96%     | 10,04%     | 87,76%     | 12,24%     | 62,23%     | 37,77%     |        |
| Molise                            | 91,66%        | 8,34%      | 90,19%     | 9,81%      | 91,27%     | 8,73%      | 89,31%     | 10,69%     | 63,95%     | 36,05%     |        |
| Campania                          | 93,68%        | 6,32%      | 92,39%     | 7,61%      | 93,54%     | 6,46%      | 91,56%     | 8,44%      | 68,85%     | 31,15%     |        |
| Basilicata                        | 91,22%        | 8,78%      | 89,81%     | 10,19%     | 90,71%     | 9,29%      | 88,99%     | 11,01%     | 64,47%     | 35,53%     |        |
| Puglia                            | 91,88%        | 8,12%      | 90,41%     | 9,59%      | 91,57%     | 8,43%      | 89,56%     | 10,44%     | 66,23%     | 33,77%     |        |
| Calabria                          | 92,93%        | 7,07%      | 91,62%     | 8,38%      | 92,65%     | 7,35%      | 90,87%     | 9,13%      | 67,03%     | 32,97%     |        |
| Sicilia                           | 92,20%        | 7,80%      | 90,58%     | 9,42%      | 91,87%     | 8,13%      | 89,43%     | 10,57%     | 66,19%     | 33,81%     |        |
| Sardegna                          | 92,98%        | 7,02%      | 91,66%     | 8,34%      | 92,66%     | 7,34%      | 90,97%     | 9,03%      | 75,27%     | 24,73%     |        |
| Totale Italia                     | 89,06%        | 10,94%     | 87,60%     | 12,40%     | 89,04%     | 10,96%     | 87,35%     | 12,65%     | 65,49%     | 34,51%     |        |
| Europa                            | 77,45%        | 22,55%     | 74,40%     | 25,60%     | 77,45%     | 22,55%     | 74,46%     | 25,54%     | 63,52%     | 36,48%     |        |
| America meridionale               | 61,42%        | 38,58%     | 59,40%     | 40,60%     | 60,93%     | 39,07%     | 59,12%     | 40,88%     | 63,44%     | 36,56%     |        |
| America settentrionale e centrale | 68,66%        | 31,34%     | 66,48%     | 33,52%     | 68,52%     | 31,48%     | 65,94%     | 34,06%     | 65,20%     | 34,80%     |        |
| Africa, Asia, Oceania e Antartide | 71,31%        | 28,69%     | 69,06%     | 30,94%     | 71,06%     | 28,94%     | 68,24%     | 31,76%     | 60,05%     | 39,95%     |        |
| Circoscrizione Estero             | 69,31%        | 30,69%     | 66,81%     | 33,19%     | 69,06%     | 30,94%     | 66,66%     | 33,34%     | 63,45%     | 36,55%     |        |
| Totale (Italia+Estero)            | 87,57%        | 12,43%     | 86,02%     | 13,98%     | 87,53%     | 12,47%     | 85,78%     | 14,22%     | 65,34%     | 34,66%     |        |

Per le 31 circoscrizioni consolari del Venezuela e per 1 delle 21 circoscrizioni consolari dei Paesi Bassi non si è proceduto alle operazioni di scrutinio, in attuazione del combinato disposto dalla Legge 27 dicembre 2001, n. 459, articolo 14, comma 1 e dal Decreto del presidente della Repubblica 2 aprile 2003, n. 104, articolo 18, comma 5. In virtù di queste leggi, essendo i plichi contenenti le buste giunti a Roma dopo l'ora fissata per l'inizio delle operazioni di scrutinio, ed essendo previsto che le operazioni di scrutinio dei voti degli italiani all'estero siano effettuate contestualmente a quelle dei voti espressi sul territorio nazionale, non si procede allo spoglio delle schede giunte in ritardo (che, inoltre, non sono computate ai fini dell'affluenza).

### Esplicative
1. ↑  Il quesito proposto era: «Volete voi l'abrogazione del decreto legislativo 4 marzo 2015, n. 23, recante "Disposizioni in materia di contratto di lavoro a tempo indeterminato a tutele crescenti, in attuazione della legge 10 dicembre 2014, n. 183" nella sua interezza e dell'art. 18 della legge 20 maggio 1970, n.
300, recante "Norme sulla tutela della libertà e dignità dei lavoratori, della libertà sindacale e dell'attività sindacale nei luoghi di lavoro e norme sul collocamento" comma 1, limitatamente
alle parole "previsti dalla legge o determinato da un motivo illecito determinante ai sensi dell'art. 1345 del codice civile";
- comma 4, limitatamente alle parole: "per insussistenza del fatto contestato ovvero perché il fatto rientra tra le condotte punibili con una sanzione conservativa sulla base delle previsioni dei contratti collettivi ovvero dei codici disciplinari applicabili," e alle parole ", nonché quanto avrebbe potuto percepire dedicandosi con diligenza alla ricerca di una nuova occupazione. In ogni caso la misura dell'indennità risarcitoria non può essere superiore a dodici mensilità della retribuzione globale di fatto";
- comma 5 nella sua interezza;
- comma 6, limitatamente alla parola "quinto" e alle parole ", ma con attribuzione al lavoratore di un'indennità risarcitoria onnicomprensiva determinata, in relazione alla gravità della violazione formale o procedurale commessa dal datore di lavoro, tra un minimo di sei e un massimo di dodici mensilità dell'ultima retribuzione globale di fatto, con onere di specifica motivazione a tale riguardo, a meno che il giudice, sulla base della domanda del lavoratore, accerti che vi è anche un difetto di giustificazione del licenziamento, nel qual caso applica, in luogo di quelle previste dal presente comma, le tutele di cui ai commi" e alle parole ", quinto o settimo";
- comma 7, limitatamente alle parole "che il licenziamento è stato intimato in violazione dell'art. 2110, secondo comma, del codice civile. Può altresì applicare la predetta disciplina nell'ipotesi in cui accerti la manifesta insussistenza del fatto posto a base del licenziamento" e alle parole ";nelle altre ipotesi in cui accerta che non ricorrono gli estremi del predetto giustificato motivo, il giudice applica la disciplina di cui al quinto comma. In tale ultimo caso il giudice, ai fini della determinazione dell'indennità tra il minimo e il massimo previsti, tiene conto, oltre ai criteri di cui al quinto comma, delle iniziative assunte dal lavoratore per la ricerca di una nuova occupazione e del comportamento delle parti nell'ambito della procedura di cui all'art. 7 della legge 15 luglio 1966, n. 604, e successive modificazioni. Qualora, nel corso del giudizio, sulla base della domanda formulata dal lavoratore, il licenziamento risulti determinato da ragioni discriminatorie o disciplinari, trovano applicazione le relative tutele previste dal presente articolo";
- comma 8, limitatamente alle parole "in ciascuna sede, stabilimento, filiale, ufficio o reparto autonomo nel quale ha avuto luogo il licenziamento", alle parole "quindici lavoratori o più di cinque se si tratta di imprenditore agricolo, nonché al datore di lavoro, imprenditore o non imprenditore, che nell'ambito dello stesso comune occupa più di quindici dipendenti e all'impresa agricola che nel medesimo ambito territoriale occupa più di" e alle parole ",anche se ciascuna unità produttiva, singolarmente considerata, non raggiunge tali limiti, e in ogni caso al datore di lavoro, imprenditore e non imprenditore, che occupa più di sessanta dipendenti".».[senza fonte]
2. ↑  I partiti sono ordinati in base alla rappresentanza parlamentare e, in caso di parità, per ordine alfabetico. Non sono riportati i movimenti politici e le associazioni aventi rappresentanza parlamentare ma non costituiti in partiti veri e propri, così come quei movimenti politici aventi rappresentanza parlamentare e federati a uno dei partiti già in elenco.
3. ↑  Anche se Fratelli d'Italia si è ufficialmente schierato per l'astensione da tutti e cinque i quesiti, alcuni esponenti del partito hanno annunciato di aver comunque intenzione di recarsi a votare.[70]
4. ↑  Pur essendo ufficialmente schierato per il Sì su tutti e cinque i quesiti, il Partito Democratico ha lasciato ai propri iscritti libertà di non partecipare alla campagna referendaria per i quesiti riguardanti il lavoro.[73] In seguito, diversi esponenti dell'ala riformista del PD hanno dichiarato di essere favorevoli solo al quarto e al quinto quesito, e di voler astenersi ai primi tre;[74] altri membri della stessa area, invece, hanno dichiarato di voler seguire la linea della segreteria.[75]
5. ↑  Anche se il Movimento 5 Stelle ha lasciato libertà di voto riguardo al referendum sulla cittadinanza, alcuni esponenti del partito, compreso il leader Giuseppe Conte, hanno annunciato la propria intenzione di votare a favore di tale quesito.[79][80]
6. ↑  Anche se Forza Italia si è ufficialmente schierato per l'astensione da tutti e cinque i quesiti, alcuni esponenti del partito, fra cui il Presidente regionale della Calabria Roberto Occhiuto, hanno annunciato di aver comunque intenzione di recarsi a votare.[82]
7. 1 2 3 4 5  Partito compreso fra i promotori del quesito sulla cittadinanza.[7]
8. ↑  Il leader di CpE Pierferdinando Casini ha invitato a recarsi alle urne, pur senza dare una chiara indicazione di voto.
9. ↑  Il sindacato e il suo segretario, Maurizio Landini, hanno promosso direttamente tutti e quattro i quesiti in tema di lavoro.
10. ↑  Il sindacato si è dichiarato contrario ai referendum, ritenendoli inopportuni, e la segretaria Daniela Fumarola ha dichiarato la propria intenzione di astenersi dalle votazioni.
11. ↑  Affluenza stimata su tutti i questi. È necessaria per ciascuno una partecipazione al voto del 50%+1 per rendere valide le consultazioni.
12. 1 2 3  Campione proporzionale costituito da elettori maggiorenni disaggregati per genere, età, livello di istruzione, condizione lavorativa, area di residenza ed ampiezza del comune di residenza. Contatti totali: 4407. Metodologia: CATI, CAMI, CAWI. Astenuti/votanti scheda bianca o nulla: 58-59% (a seconda del singolo quesito).
13. 1 2 3  Campione proporzionale costituito da elettori maggiorenni residenti in Italia e disaggregati per genere, età, e area di residenza. Contatti totali: 5496. Metodologia: CATI, CAMI, CAWI. Gli astenuti sono stati esclusi dal conteggio delle intenzioni di voto.
14. 1 2  Contatti totali: 1000. Metodologia: CATI, CAWI.
15. 1 2 3  Camipone rappresentativo della popolazione italiana maggiorenne per genere, età, area geografica e ampiezza del comune di residenza. Astenuti: 32,30%. Indecisi: 32,70%. Margine di errore complessivamente non superiore a +/- 4%. Metodologia: CAWI.
16. 1 2  Campione rappresentativo della popolazione italiana maggiorenne; margine massimo di errore 3%. Astenuti: 56%. Indecisi: 14%.
17. 1 2  Campionamento casuale stratificato per genere, classe d'età e regione di residenza.
18. ↑  Campione proporzionale costituito da elettori maggiorenni disaggregati per caratteri socio-demografici e area di residenza. Contatti totali: 3549. Margine di errore: ±3,1%. Metodologia: CATI, CAMI, CAWI.

### Bibliografiche
1. 1 2 3   Elezioni e referendum 2025, quando si vota: comunali il 25 e 26 maggio, secondo turno 8 e 9 giugno con le 5 consultazioni, su corriere.it, Corriere della Sera, 13 marzo 2025. URL consultato il 13 marzo 2025.
2. 1 2   Ok Cdm a dl elezioni, ballottaggi e referendum 8-9 giugno, su askanews.it, 13 marzo 2025. URL consultato il 13 marzo 2025.
3. 1 2   AMMISSIBILI 5 REFERENDUM: CITTADINANZA, JOBS ACT, INDENNITÀ DI LICENZIAMENTO NELLE PICCOLE IMPRESE, CONTRATTI DI LAVORO A TERMINE, RESPONSABILITÀ SOLIDALE DEL COMMITTENTE NEGLI APPALTI (PDF), su cortecostituzionale.it, Corte Costituzionale, 20 gennaio 2025. URL consultato il 20 gennaio 2025.
4. 1 2 3   Verdetto. Autonomia, la Consulta boccia il referendum. Ok per cittadinanza e Jobs act, su www.avvenire.it, Avvenire, 20 gennaio 2025. URL consultato il 21 gennaio 2025.
5. 1 2 3 4 5   Riccardo Carlino, Lavoro e cittadinanza: ecco cosa prevedono i referendum che voteremo quest'anno, su www.ilfoglio.it, Il Foglio, 20 gennaio 2025. URL consultato il 22 gennaio 2025.
6. 1 2 3 4   Su cosa saranno i cinque referendum per cui si voterà in primavera, su Il Post, 21 gennaio 2025. URL consultato il 22 gennaio 2025.
7. 1 2 3   Cittadinanza, Magi (+Europa): "Al via la raccolta firme online per il referendum", su repubblica.it, la Repubblica, 6 settembre 2024. URL consultato il 22 gennaio 2025.
8. ↑   In un paio di giorni il referendum sulla cittadinanza ha ottenuto moltissime firme, su Il Post, 23 settembre 2024. URL consultato il 22 gennaio 2025.
9. 1 2 3 4 5 6 7   Vincenzo R. Spagnolo, Il sì della Consulta. Cittadinanza "breve": come funzionerà il referendum, su www.avvenire.it, Avvenire, 20 gennaio 2025. URL consultato il 22 gennaio 2025.
10. ↑   Cittadinanza, depositate in Cassazione 637.487 firme per il referendum, su repubblica.it, la Repubblica, 30 settembre 2024. URL consultato il 22 gennaio 2025.
11. 1 2   Giulia Merlo, La Corte costituzionale boccia il referendum sull’autonomia: «Inammissibile», su www.editorialedomani.it, Domani, 20 gennaio 2025. URL consultato il 22 gennaio 2025.
12. 1 2   Giulia Casula, Referendum 2025, potranno votare tutti i fuori sede: come fare richiesta e quando, su Fanpage.it, 13 marzo 2025. URL consultato il 13 marzo 2025.
13. 1 2 3   Come funziona il voto dei fuorisede ai referendum su cittadinanza e lavoro, su Pagella Politica, 21 marzo 2025. URL consultato il 21 marzo 2025.
14. 1 2 3 4 5 6 7 8 9 10 11 12 13 14 15   Referendum 2025, quali sono i 5 quesiti e le date di voto a giugno, su tg24.sky.it, Sky TG24, 24 marzo 2025. URL consultato il 24 marzo 2025.
15. 1 2   Firme e quorum, come funziona il referendum abrogativo, su ansa.it, ANSA, 16 maggio 2025. URL consultato il 16 maggio 2025.
16. 1 2   Redazione di Rainews, Referendum senza quorum, affluenza al 30,6%. Schlein:"14 milioni di voti, ci vediamo alle politiche", su RaiNews, 7 giugno 2025. URL consultato il 10 giugno 2025.
17. 1 2   Referendum sui licenziamenti ci sono già stati. E non sono andati bene, su Pagella Politica, 23 maggio 2025. URL consultato l'8 giugno 2025.
18. 1 2 3   Con i referendum Maurizio Landini si sta preparando per la politica?, su Il Post, 29 maggio 2025. URL consultato l'8 giugno 2025.
19. ↑   Ecco dove era la CGIL, su CGIL, 17 gennaio 2025.
20. 1 2 3 4 5 6   Jobs act, Consulta boccia referendum su art.18; sì a voucher e appalti. Camusso: "Parte campagna per i sì", in la Repubblica, 11 gennaio 2017.
21. ↑   Voucher e appalti, annullato il referendum del 28 maggio, in Il Manifesto, 25 aprile 2017.
22. 1 2   Lavoro: Cgil, Assemblea generale vara strategia complessiva di mobilitazione, in CGIL, 26 marzo 2024. URL consultato il 9 febbraio 2025.
23. 1 2   Landini: 25 aprile, liberiamo il lavoro, in CGIL, 24 aprile 2024. URL consultato il 9 febbraio 2025.
24. ↑   Riccardo Olivieri, A Genova arriva la "Carovana del sì" ai 5 referendum dell'8 e 9 giugno su cittadinanza e lavoro, su telenord.it, Telenord, 5 aprile 2025. URL consultato il 16 maggio 2025.
25. ↑   Cgil: 'Superate le 500mila firme per i referendum sul lavoro', su ansa.it, ANSA, 12 giugno 2024. URL consultato il 15 maggio 2025.
26. 1 2 3 4   Ordinanze Ufficio centrale, in Corte di Cassazione, 12 dicembre 2024. URL consultato il 9 febbraio 2025.
27. ↑   Giulia Casula, Referendum lavoro, la Cgil deposita 4 milioni di firme in Cassazione: cosa prevedono i quattro quesiti, in Fanpage.it, 19 luglio 2024. URL consultato il 9 febbraio 2025.
28. 1 2   Federico Gonzato, La Cassazione ha approvato i referendum sulla cittadinanza e sul Jobs Act, su Pagella Politica, 13 dicembre 2024. URL consultato il 12 maggio 2025.
29. ↑   È ammissibile il referendum per l'abrogazione del Decreto delegato attuativo del Jobs Act in materia di licenziamenti illegittimi (PDF), in Corte costituzionale, 7 febbraio 2025. URL consultato il 9 febbraio 2025.
30. ↑   Ammissibile il referendum sulla misura massima dell'indennità da licenziamento illegittimo (PDF), in Corte costituzionale, 7 febbraio 2025. URL consultato il 9 febbraio 2025.
31. ↑   È ammissibile il referendum abrogativo in tema di contratti di lavoro a termine (PDF), in Corte costituzionale, 7 febbraio 2025. URL consultato il 9 febbraio 2025.
32. ↑   Ammissibile il referendum sulla responsabilità dell'imprenditore committente (PDF), in Corte costituzionale, 7 febbraio 2025. URL consultato il 9 febbraio 2025.
33. 1 2 3   Depositato in Cassazione il referendum sulla cittadinanza, Magi (+Europa): "Italiani dopo cinque anni", in la Repubblica, 4 settembre 2024. URL consultato il 9 febbraio 2025.
34. ↑   Marika Ikonomu, Cittadinanza, depositato il referendum in Cassazione. Pd: «Firmeremo e presenteremo un nuovo progetto di legge», su www.editorialedomani.it, Domani, 5 settembre 2024. URL consultato il 12 maggio 2025.
35. 1 2   In un paio di giorni il referendum sulla cittadinanza ha ottenuto moltissime firme, su Il Post, 23 settembre 2024. URL consultato il 12 maggio 2025.
36. 1 2   Luca Liverani, Cittadinanza. Gli italiani di fatto, ma non di diritto. Perché si farà un referendum, su www.avvenire.it, Avvenire, 8 maggio 2025. URL consultato il 10 maggio 2025.
37. 1 2   Cosa succede se passa il “Sì” al referendum per la cittadinanza, su Il Post, 3 giugno 2025. URL consultato l'8 giugno 2025.
38. ↑   Referendum cittadinanza, corsa contro il tempo per le firme. Come si sottoscrive e qual è la scadenza, in Il Sole 24 Ore, 21 settembre 2024. URL consultato il 9 febbraio 2025.
39. 1 2   Referendum sulla cittadinanza, raggiunte 500 mila firme: cos'è, cosa dicono i partiti, e cosa succede ora, in Corriere della Sera, 24 settembre 2024. URL consultato il 9 febbraio 2025.
40. ↑   Cittadinanza, depositate in Cassazione 637.487 firme per il referendum, in la Repubblica, 30 settembre 2024. URL consultato il 9 febbraio 2025.
41. ↑   Leonardo Bianchi, La campagna razzista contro il referendum sulla cittadinanza, su Facta, 25 settembre 2024. URL consultato il 12 maggio 2025.
42. ↑   AMMISSIBILE IL REFERENDUM IN MATERIA DI CITTADINANZA (PDF), in Corte costituzionale, 7 febbraio 2025. URL consultato il 9 febbraio 2025.
43. ↑   Che cosa chiede il referendum contro l’autonomia differenziata, su Pagella Politica, 25 luglio 2024. URL consultato il 12 maggio 2025.
44. ↑   Matteo Pucciarelli, Autonomia, raggiunte le 500 mila firme per il referendum in dieci giorni. Esultano i promotori: “Adesioni anche da elettori del centrodestra”, in la Repubblica, 31 luglio 2024. URL consultato l'11 febbraio 2025.
45. ↑   Autonomia, da cinque Regioni progressiste sì al referendum, in ANSA, 23 luglio 2024. URL consultato l'11 febbraio 2025.
46. ↑   Federico Gonzato, Per la Cassazione il referendum contro l’autonomia differenziata si può fare, su Pagella Politica, 12 dicembre 2024. URL consultato il 12 maggio 2025.
47. ↑   INAMMISSIBILE IL REFERENDUM SULL'AUTONOMIA DIFFERENZIATA (PDF), in Corte costituzionale, 7 febbraio 2025. URL consultato l'11 febbraio 2025.
48. ↑   ORDINANZE UFFICIO CENTRALE (PDF), in Corte suprema di cassazione, 12 dicembre 2024. URL consultato l'11 febbraio 2025.
49. ↑   Matteo Marcelli, Referendum. È battaglia per la visibilità. Comitati: election day e voto ai fuori sede, su www.avvenire.it, Avvenire, 10 marzo 2025. URL consultato il 10 marzo 2025.
50. ↑   La Costituzione - Articolo 75, su www.senato.it, Senato della Repubblica. URL consultato il 3 maggio 2025.
51. ↑  Decreto-legge 19 marzo 2025, n. 27
52. 1 2 3 4 5 6 7 8 9   Marta Di Donfrancesco, Referendum: si potrà votare fuori sede, ma bisogna fare domanda entro il 4 maggio. Ecco come, su lespresso.it, L'Espresso, 28 aprile 2025. URL consultato il 2 maggio 2025.
53. ↑   Referendum, Landini e Magi scrivono a Piantedosi: proroga per il voto dei fuorisede, su repubblica.it, la Repubblica, 3 maggio 2025. URL consultato il 3 maggio 2025.
54. ↑   Referendum, domande per il voto fuori sede fino al 5 maggio. Chi può richiederlo e come, su www.ilmessaggero.it, Il Messaggero, 3 maggio 2025. URL consultato il 3 maggio 2025.
55. ↑   Referedum, prorogata di un giorno la scadenza per le domande di voto fuori sede a Roma, su rainews.it, TGR Lazio, 3 maggio 2025. URL consultato il 3 maggio 2025.
56. ↑   Referendum 2025 ed elettori fuori sede: modalità di voto nel comune di temporaneo domicilio, su www.interno.gov.it, Ministero dell'Interno, 3 aprile 2025. URL consultato il 29 aprile 2025.
57. 1 2 3 4   Come fare domanda per votare da fuori sede ai referendum, su Il Post, 14 aprile 2025. URL consultato il 29 aprile 2025.
58. 1 2 3   Lucia Ori, Referendum 8-9 giugno, al voto anche i fuorisede: c'è tempo fino al 4 maggio per registrarsi, su www.editorialedomani.it, Domani, 28 aprile 2025. URL consultato il 29 aprile 2025.
59. 1 2 3 4 5 6   Referendum 8 e 9 giugno, per cosa si vota: i quesiti spiegati, su tg24.sky.it, Sky TG24, 12 maggio 2025. URL consultato il 13 maggio 2025.
60. 1 2   Chiara Pottini, I referendum dell'8 e 9 giugno su Lavoro e cittadinanza, su rainews.it, TGR Piemonte, 18 maggio 2025. URL consultato il 19 maggio 2025.
61. 1 2 3 4   Carlo Muzzi, Referendum 8 e 9 giugno: la spiegazione dei cinque quesiti e le schede, su giornaledibrescia.it, Giornale di Brescia, 15 maggio 2025. URL consultato il 16 maggio 2025.
62. 1 2 3 4 5 6 7 8   Tutto quello che c'è da sapere sui referendum dell'8 e del 9 giugno, su Il Post, 5 maggio 2025. URL consultato il 5 maggio 2025.
63. 1 2   Nicoletta Cottone, Referendum: ecco cosa prevedono i cinque quesiti su Jobs act e cittadinanza, su ilsole24ore.com, Il Sole 24 Ore, 27 marzo 2025. URL consultato il 3 maggio 2025.
64. 1 2 3 4 5 6 7 8 9   Francesco Riccardi, Voto. Referendum sul lavoro: i 4 quesiti, i pro e contro, cosa c'è da sapere, su avvenire.it, Avvenire, 20 maggio 2025. URL consultato il 20 maggio 2025.
65. 1 2 3 4   Referendum Popolari 2025, per il Lavoro ci metto la Firma, su cgil.it. URL consultato il 10 febbraio 2025 (archiviato il 9 febbraio 2025).
66. ↑   Referendum sul lavoro: le ragioni del Sì e del No, su Pagella Politica, 12 maggio 2025. URL consultato il 14 maggio 2025.
67. 1 2 3 4   Marta Di Donfrancesco, Che cosa chiede il referendum sulla cittadinanza, su Pagella Politica, 16 settembre 2024. URL consultato il 2 maggio 2025.
68. 1 2   Cittadinanza per Residenza, su prefettura.interno.gov.it, Prefettura di Reggio Emilia. URL consultato il 2 maggio 2025 (archiviato dall'url originale il 14 aprile 2025).
69. ↑   Annalisa Cangemi, Referendum sulla cittadinanza, quando si vota e cosa dice il quesito ammesso dalla Consulta, su Fanpage.it, 21 gennaio 2025. URL consultato il 13 marzo 2025.
70. ↑   La Russa, penso che andrò a votare ai referendum, su ansa.it, ANSA, 7 maggio 2025. URL consultato il 7 maggio 2025.
71. ↑   Lorenzo De Cicco, Referendum, FdI ha scelto: niente urne, stiamo a casa, su repubblica.it, la Repubblica, 4 maggio 2025. URL consultato il 5 maggio 2025.
72. 1 2 3 4 5 6 7 8   Enza Miriami, Referendum, la maggioranza compatta per l'astensione. Si sfila dal referendum anche la Cisl. Azione e Italia Viva contrari ai quesiti sul lavoro, su www.ilmessaggero.it, Il Messaggero, 12 maggio 2025. URL consultato il 12 maggio 2025.
73. ↑   Referendum della Cgil, Landini a Pd e 5Stelle: "Impegnatevi di più", su lastampa.it, La Stampa, 15 aprile 2025.
74. ↑   I riformisti del Pd contro il referendum sul Jobs act: "Non voteremo tre quesiti", su ilfoglio.it, Il Foglio, 13 maggio 2025. URL consultato il 13 maggio 2025.
75. ↑   Lo Russo, ai referendum di giugno voterò cinque Sì, su ansa.it, ANSA, 18 maggio 2025. URL consultato il 18 maggio 2025.
76. ↑   Lavoro, Schlein: 'Sostegno a referendum, senza chiedere abiure', su tg24.sky.it, Sky TG24, 27 febbraio 2025. URL consultato il 28 febbraio 2025.
77. 1 2 3 4 5 6 7 8 9 10 11 12   Elenco dei soggetti politici ai sensi dell’articolo 2 della delibera n. 102/25/CONS (PDF), su agcom.it, 14 maggio 2025. URL consultato il 16 maggio 2025 (archiviato il 16 maggio 2025).
78. ↑   Federico Gonzato, La Lega criticava l’astensionismo ai referendum, ora lo promuove, su Pagella Politica, 8 maggio 2025. URL consultato l'11 maggio 2025.
79. ↑   Ricciardi (5s), mobilitiamoci, voterò sì anche alla cittadinanza, su ansa.it, ANSA, 10 maggio 2025. URL consultato il 10 maggio 2025.
80. ↑   Cittadinanza, Conte: "Da M5s libertà di voto, io a referendum voterò sì", su tgcom24.mediaset.it, TGcom24, 10 maggio 2025. URL consultato il 10 maggio 2025.
81. ↑   Referendum, Landini incontra Conte: “C’è impegno da M5s per campagna elettorale”, su alanews, 14 aprile 2025. URL consultato il 14 aprile 2025.
82. ↑   Referendum, Occhiuto al voto: «Cinque "no", ma do il buon esempio», su corrieredellacalabria.it, 4 giugno 2025. URL consultato l'8 giugno 2025.
83. ↑   Referendum 2025, Tajani: "FI invita ad astenersi dal voto", su www.lapresse.it, LaPresse, 5 maggio 2025. URL consultato il 5 maggio 2025.
84. ↑   Enrico Marro, Renzi: «Una guerra ideologica, il referendum non cambierà nulla. La sinistra parli di salari e bollette», su corriere.it, Corriere della Sera, 4 maggio 2025. URL consultato il 5 maggio 2025.
85. ↑   Federico Gonzato, La mezza giravolta di Calenda sul referendum sulla cittadinanza, su Pagella Politica, 7 maggio 2025. URL consultato l'11 maggio 2025.
86. 1 2   Referendum, AVS: "Per noi 5 si', saremo in campo", su ansa.it, ANSA, 26 febbraio 2025. URL consultato il 26 febbraio 2025.
87. ↑   La Svp sui referendum: «Nessuna indicazione di voto. Ma sul diritto al lavoro si fa un passo indietro», in Alto Adige, 26 maggio 2025.
88. ↑   Assemblea nazionale di +Europa (1ª giornata), Radio Radicale, 12 aprile 2025,  a 37 min 37 s. URL consultato il 15 maggio 2025.
89. ↑   Democrazia Solidale, L’8 e il 9 giugno SÌ vota ai 5 referendum, 4 quesiti sui temi del lavoro ed 1 in materia di cittadinanza. La tua partecipazione per un’Italia più giusta, più sicura, più inclusiva può fare la differenza!, su facebook.com, 7 maggio 2025. URL consultato il 10 maggio 2025.
90. ↑   Cittadinanza, la stretta sugli oriundi. Il deputato italo-argentino: “Esclusi tanti connazionali”, su quotidiano.net, 25 maggio 2025. URL consultato il 26 maggio 2025.
91. ↑   Mario Borghese, Referéndums en Italia 2025: Guía rápida para votar, su instagram.com, 27 maggio 2025. URL consultato il 4 giugno 2025.
92. ↑   Referendum. Le ragioni della nostra scelta, su antoniodepoli.it, 13 maggio 2025. URL consultato il 15 maggio 2025.
93. ↑   Pierferdinando Casini e Gianni Pittella. L'intervista, 14 maggio 2025,  a 14 min 10 s. URL consultato il 15 maggio 2025.
94. ↑   Referendum: Casini, serve partecipazione democratica, io voto, su ansa.it, 20 maggio 2025. URL consultato il 26 maggio 2025.
95. ↑    Lanfranco Palazzolo, Referendum e astensionismo: meglio "sparire", intervista a Gianfranco Rotondi, Radio Radicale, 12 maggio 2025. URL consultato il 15 maggio 2025.
96. ↑   Tra piazze e gazebo, entra nel vivo la battaglia per i referendum, su rainews.it, Rai News, 12 aprile 2025. URL consultato il 13 aprile 2025.
97. ↑   Luisa Maria Patruno, La giunta provinciale si divide sul voto ai referendum, su ladige.it, L'Adige, 7 giugno 2025. URL consultato l'8 giugno 2025.
98. ↑   Zedda all’assemblea della Cgil: «Votate per dare un’opportunità a tutti», su unionesarda.it, L'Unione Sarda, 6 marzo 2025. URL consultato il 10 marzo 2025.
99. ↑   Francesca Ghirra [fraghirra], L'8 e il 9 giugno si vota per 5 importanti #referendum per garantire un #lavoro #stabile, #sicuro, #tutelato e #dignitoso e il diritto alla #cittadinanza. (Tweet), su X, 21 maggio 2025. URL consultato il 20 giugno 2025.
100. ↑   Referendum, Sud chiama Nord: ‘no’ a cittadinanza, ‘libertà coscienza’ a lavoro, su sud-chiamanord.it, 16 maggio 2025. URL consultato il 30 maggio 2025.
101. ↑   Union Valdôtaine, sì a voto ma libertà di scelta - Notizie - Ansa.it, su Agenzia ANSA, 4 giugno 2025. URL consultato il 4 giugno 2025.
102. ↑   Cinque SÌ per un’Italia più giusta e a prova di futuro, su verdi.bz.it, 26 maggio 2025. URL consultato il 30 maggio 2025.
103. ↑   Giuliano Santoro, I «fronti mobili» dei referendum. Da Rifondazione a +Europa, su Il manifesto, 8 febbraio 2025. URL consultato l'11 febbraio 2025.
104. ↑   Possibile [PossibileIt], L’8 e il 9 giugno saremo chiamati a votare cinque quesiti referendari importantissimi. (Tweet), su X, 9 aprile 2025. URL consultato il 10 aprile 2025.
105. ↑   Ecco come voteremo noi: 4 No e 1 sì, su instagram.com, 15 maggio 2025. URL consultato il 16 maggio 2025.
106. ↑   Daniela Zero, Landini: “Con il referendum per cambiare in meglio l’Italia”, su www.collettiva.it, Collettiva, 3 maggio 2025. URL consultato il 3 maggio 2025.
107. ↑   Cgil e Uil uniti per i referendum, un voto per ripristinare i diritti sui posti di lavoro, su ildesk.it, 11 aprile 2025. URL consultato il 3 maggio 2025.
108. ↑   Bombardieri: "Ancora tanti i precari e troppe le vittime sul lavoro", su terzomillennio.uil.it, UIL, 13 maggio 2025. URL consultato il 18 maggio 2025.
109. 1 2   Francesco Riccardi, Fumarola: partecipazione svolta storica, Cisl pronta alle intese, su www.avvenire.it, Avvenire, 14 maggio 2025. URL consultato il 15 maggio 2025.
110. ↑   Referendum 8-9 giugno, USB ha dato vita al Comitato Indipendente e dà indicazione per 5 Sì, su usb.it, USB, 5 maggio 2025. URL consultato il 16 maggio 2025.
111. ↑   Giuliano Santoro, Anche Salvini attacca i referendum. E il Pd fissa l'asticella, su ilmanifesto.it, il manifesto, 14 maggio 2025. URL consultato il 16 maggio 2025.
112. 1 2   CIRCOLARE N. 33 / 2025 - Referendum abrogativi ex art 75 della Costituzione di domenica 8 e lunedì9 giugno 2025. (PDF), su dait.interno.gov.it, Dipartimento per gli affari interni e territoriali, 18 aprile 2025. URL consultato il 3 maggio 2025.
113. ↑   Referendum lavoro: Nasce comitato per il NO con Europa Radicale e Italia Viva, su torinoggi.it, 20 marzo 2025. URL consultato il 21 marzo 2025.
114. ↑   Costituito a Secondigliano il Comitato Referendario per il NO e l’Astensione Consapevole al referendum dell'8 e 9 giugno 2025, su vitawebtv.it, 29 aprile 2025. URL consultato il 4 maggio 2025.
115. ↑   Referendum 8-9 giugno: l'appello per il voto di 40 personalità della ricerca e dell'università, su finanza.repubblica.it, la Repubblica, 28 aprile 2025. URL consultato il 13 maggio 2025.
116. 1 2 3   Artisti e lavoratori dello spettacolo: “Sì ai referendum”, su www.collettiva.it, Collettiva, 10 maggio 2025. URL consultato il 19 maggio 2025.
117. 1 2 3 4   Referendum cittadinanza, i vip per il sì (e che invitano a votare), da Mahmood a Ghali, su tg24.sky.it, Sky TG24, 6 giugno 2025. URL consultato l'8 giugno 2025.
118. ↑   "Nel nostro mondo splendore visibile e diritti invisibili": l'appello per il referendum di oltre 400 lavoratori dello spettacolo, su ilfattoquotidiano.it, Il Fatto Quotidiano, 10 maggio 2025. URL consultato il 19 maggio 2025.
119. ↑   Francesco Moscatelli, Referendum, con Landini c’è Barbero: "Cara Meloni, il conflitto non è tossico", su lastampa.it, La Stampa, 12 febbraio 2025. URL consultato il 18 maggio 2025.
120. ↑   Alfiero Grandi, Invocare l’astensione è un errore. La vera posta dietro i referendum, su www.editorialedomani.it, Domani, 19 maggio 2025. URL consultato il 20 maggio 2025.
121. ↑   Fnsi, appello ai media: parlate dei referendum su lavoro e cittadinanza, su professionereporter.eu, 16 maggio 2025. URL consultato il 22 maggio 2025.
122. ↑   Maurizio Ambrosini, Editoriale. Referendum sulla cittadinanza, quale domani immaginiamo, su www.avvenire.it, Avvenire, 14 maggio 2025. URL consultato il 15 maggio 2025.
123. ↑   Referendum: Velasco e il quesito sulla cittadinanza. Il Ct ricorda il suo arrivo in Italia, su volleyball.it, 5 giugno 2025. URL consultato l'8 giugno 2025.
124. ↑   Monica Coviello, Ghali: «Questo referendum non va ignorato. Sono nato e cresciuto in Italia, ma ho ottenuto la cittadinanza solo a 18 anni. Non è solo un documento, ma una questione di rispetto», su vanityfair.it, Vanity Fair Italia, 4 giugno 2025. URL consultato l'8 giugno 2025.
125. ↑   Diego Motta, Cittadinanza. Fatarella (Save the Children): «Il referendum è un’occasione storica», su www.avvenire.it, Avvenire, 17 maggio 2025. URL consultato il 17 maggio 2025.
126. ↑   Cucciari ad Amici: 'votate ai referendum', i social si dividono, su ansa.it, ANSA, 11 maggio 2025. URL consultato il 13 maggio 2025.
127. ↑   Marco Mengoni a 'Che Tempo Che Fa': «Dobbiamo votare tutti al referendum. È importantissimo», su video.corriere.it, Corriere TV, 12 maggio 2025. URL consultato il 13 maggio 2025.
128. ↑   Lisa Di Giuseppe, Pivetti e Solarino, il ruolo delle attrici nella vita pubblica: «Chi ha un microfono lo usi per dare voce a chi non ce l'ha», su www.editorialedomani.it, Domani, 11 maggio 2025. URL consultato il 14 maggio 2025.
129. ↑   Michele Serra, Fare gli italiani e le italiane, su Il Post, 13 maggio 2025. URL consultato il 14 maggio 2025.
130. ↑   Fratelli di Crozza su NOVE: satira su referendum, Giuli, Urso, Zaia e De Luca, su sbircialanotizia.it, 16 maggio 2025. URL consultato il 18 maggio 2025.
131. ↑   Vera Gheno, Amare Parole - Ep. 106 – Qualche spiegazione sui referendum dell’8 e del 9 giugno, su Il Post, 18 maggio 2025. URL consultato il 19 maggio 2025.
132. ↑   Piero Pelù: "Votate come vi pare ma andate ai seggi per il referendum". E attacca La Russa, su repubblica.it, la Repubblica, 19 maggio 2025. URL consultato il 19 maggio 2025.
133. ↑   Oltre 50 sindaci invitano i cittadini a partecipare al referendum, su www.agi.it, AGI, 19 maggio 2025. URL consultato il 20 maggio 2025.
134. ↑   Referendum: Bucci e Salis d'accordo su andare a votare, su GenovaToday, 2 giugno 2025. URL consultato il 7 giugno 2025.
135. ↑   Referendum, la Cei invita ad andare a votare: "L'astensione può diventare una forma di impotenza deliberata", su ilfattoquotidiano.it, Il Fatto Quotidiano, 3 giugno 2025. URL consultato il 7 giugno 2025.
136. ↑   Stefano Leszczynski, Referendum, l’Italia al voto su lavoro e cittadinanza, su vaticannews.va, Vatican News, 7 giugno 2025. URL consultato il 7 giugno 2025.
137. 1 2   Paolo Viana, Le voci. Prima i contenuti, poi gli slogan: cosa dicono i cattolici sulla cittadinanza, su avvenire.it, Avvenire, 7 giugno 2025. URL consultato l'8 giugno 2025.
138. ↑   Referendum, andiamo a votare, su torinovaldese.org, 3 giugno 2025. URL consultato l'8 giugno 2025.
139. ↑   Giovanni Di Caprio, Referendum sul lavoro. La Cgil parte da Bologna: "Votare è la risposta", su ilrestodelcarlino.it, Il Resto del Carlino, 13 febbraio 2025. URL consultato il 12 maggio 2025.
140. ↑   Fabio Salamida, Referendum sulla cittadinanza, ora la grande sfida è il quorum, su Fanpage.it, 7 marzo 2025. URL consultato il 12 maggio 2025.
141. ↑   Angela Stella, Referendum sulla cittadinanza, via alla campagna per il Sì: obiettivo quorum per i promotori, su unita.it, L'Unità, 9 marzo 2025. URL consultato il 12 maggio 2025.
142. ↑   Futura 2025, la Cgil lancia la campagna per i referendum dell’8 e 9 giugno su lavoro e cittadinanza, su Fanpage.it, 11 aprile 2025. URL consultato il 12 maggio 2025.
143. ↑   Carlo Antini, Parte da Milano "Futura 2025", campagna Cgil per i referendum di giugno, su www.iltempo.it, Il Tempo, 11 aprile 2025. URL consultato il 12 maggio 2025.
144. ↑   Non è una novità che un governo inviti ad astenersi a un referendum, su Il Post, 13 maggio 2025. URL consultato il 25 maggio 2025.
145. ↑   Referendum cittadinanza: il comitato promotore proietta il logo sulla facciata Palazzo Chigi, su ilsole24ore.com, Il Sole 24 Ore, 15 maggio 2025. URL consultato il 16 maggio 2025.
146. 1 2   Giulia Casula, Referendum, la Cgil lancia la manifestazione contro l’astensionismo: in piazza il 19 maggio, in Fanpage.it, 15 maggio 2025. URL consultato il 18 maggio 2025.
147. 1 2 3   Giampaolo Grassi, Maratona opposizioni, insieme contro lo spettro quorum, su ansa.it, ANSA, 19 maggio 2025. URL consultato il 19 maggio 2025.
148. 1 2   Giuliano Santoro, L’alchimia dei pro-referendum. Landini: «Il clima è positivo», su il manifesto, 19 maggio 2025. URL consultato il 20 maggio 2025.
149. 1 2   Niccolò Carratelli, "Spegniamo TeleMeloni, accendiamo la democrazia", domani il Pd nelle sedi Rai per il referendum, su lastampa.it, La Stampa, 18 maggio 2025. URL consultato il 18 maggio 2025.
150. ↑   "Il voto è libertà". Maratona contro l'astensionismo, su www.collettiva.it, Collettiva, 19 maggio 2025. URL consultato il 20 maggio 2025.
151. ↑   Referendum, Renzi: "La partecipazione è facoltativa, ma io eserciterò il mio diritto di voto", su alanews.it, 19 maggio 2025. URL consultato il 20 maggio 2025.
152. ↑   Referendum: Renzi, 'con il sì la Cgil può licenziare come gli pare, oggi c'è il reintegro', su www.ilfoglio.it, Il Foglio, 19 maggio 2025. URL consultato il 20 maggio 2025.
153. ↑   Referendum: Renzi, 'con il terzo quesito non finisce la precarietà, è una buffonata', su iltirreno.it, Il Tirreno, 19 maggio 2025. URL consultato il 20 maggio 2025.
154. ↑   Referendum, Meloni: non ritiro la scheda, su rainews.it, Rai News, 2 giugno 2025. URL consultato il 2 giugno 2025.
155. ↑   Cosa vuol dire che Meloni va al seggio per i referendum ma non vota, su Il Post, 3 giugno 2025. URL consultato il 7 giugno 2025.
156. ↑   Referendum, lo spot finale sulle note di Silvestri omaggia Cortellesi: "Siamo tutti figli d'Italia", su la Repubblica, 6 giugno 2025. URL consultato l'8 giugno 2025.
157. ↑   DELIBERA 2 aprile 2025 (PDF), su prefettura.interno.gov.it, 2 aprile 2025. URL consultato il 12 maggio 2025.
158. ↑   Vincenzo Vita, Referendum, il silenzio non è d’oro, su il manifesto, 22 aprile 2025. URL consultato il 12 maggio 2025.
159. ↑   Rompiamo il silenzio sui referendum. Le piazze, su collettiva.it, Collettiva, 29 aprile 2025. URL consultato il 12 maggio 2025.
160. ↑   Lara Martino e Augusta Salierno, Referendum, presidio Cgil sotto la Rai di Napoli: "Più informazione sui quesiti", in TGR Campania, Rai News, 29 aprile 2025. URL consultato il 12 maggio 2025.
161. ↑   DELIBERA N. 102/25/CONS (PDF), su agcom.it, AGCOM, 8 aprile 2025. URL consultato l'11 maggio 2025.
162. ↑   Luca Esposito, Referendum, arrivano le linee guida Agcom, su editoria.tv, 14 aprile 2025. URL consultato l'11 maggio 2025.
163. ↑   Comunicato stampa - Richiamo alle emittenti televisive e radiofoniche per garantire adeguata copertura ai referendum, su agcom.it, AGCOM, 13 maggio 2025. URL consultato il 14 maggio 2025.
164. ↑   L'AGCOM ha richiamato le emittenti televisive e radiofoniche perché garantiscano un'adeguata copertura dei referendum dell'8 e 9 giugno, su Il Post, 14 maggio 2025. URL consultato il 14 maggio 2025.
165. ↑   Un deputato è entrato alla Camera vestito da fantasma per protestare contro chi vuole boicottare i referendum, su Il Post, 14 maggio 2025. URL consultato il 14 maggio 2025.
166. ↑   Riccardo Magi vestito da "fantasma della democrazia", espulso dall'Aula, su www.ilfoglio.it, Il Foglio, 14 maggio 2025. URL consultato il 14 maggio 2025.
167. ↑   Francesco Li Noce, VIDEO | La protesta sotto la sede della Rai: "Oscura il referendum", su GenovaToday, 19 maggio 2025. URL consultato il 19 maggio 2025.
168. ↑   Protesta del Pd anche davanti alla sede Rai di Bologna, su ansa.it, ANSA, 19 maggio 2025. URL consultato il 19 maggio 2025.
169. ↑   Valerio Valeri, Sindacalisti Cgil identificati mentre fanno volantinaggio per i referendum di giugno. Ecco cos'è successo, su RomaToday, 10 maggio 2025. URL consultato il 12 maggio 2025.
170. ↑   REFERENDUM_2025_calendario CONFRONTO (PDF), su Rai Parlamento. URL consultato il 17 maggio 2025.
171. ↑   Da oggi al via i confronti politici sui quesiti del Referendum dell'8 e 9 giugno, su Rai News, 9 maggio 2025. URL consultato il 14 maggio 2025.
172. 1 2 3   Nando Pagnoncelli, Referendum, possibile affluenza tra il 32 e il 38%. Dai dati Ipsos emerge la sfida del quorum, su corriere.it, Corriere della Sera, 9 maggio 2025. URL consultato il 10 maggio 2025.
173. 1 2 3   RADAR - 5 – 11 maggio 2025 (PDF), su swg.it, 14 maggio 2025. URL consultato il 14 maggio 2025.
174. 1 2   Alberto Maggi, Referendum 8 e 9 giugno verso il flop. Affluenza alle urne bassissima, poco sopra il 30%. Sondaggio, su affaritaliani.it, 18 maggio 2025. URL consultato il 18 maggio 2025.
175. 1 2 3   Sondaggi politico elettorali, su sondaggipoliticoelettorali.it. URL consultato il 19 maggio 2025.
176. 1 2   Porta a porta (puntata del 13/05/2025), su raiplay.it, RaiPlay, 13 maggio 2025. URL consultato il 19 maggio 2025.
177. 1 2 3   Referendum: sondaggio Demopolis a 3 settimane dal voto, su demopolis.it, 19 maggio 2025. URL consultato il 19 maggio 2025. Referendum, questi “sconosciuti”…, su demopolis.it, 19 maggio 2025. URL consultato il 19 maggio 2025.
178. 1 2   Gestione Sondaggio, su www.sondaggipoliticoelettorali.it. URL consultato il 23 maggio 2025 (archiviato dall'url originale il 4 gennaio 2022).
179. ↑   Mauro De Donatis, Sondaggio Demos – in netto calo i favorevoli al Governo Meloni ma FDI è sempre prima, su sondaggibidimedia.com, 21 maggio 2025. URL consultato il 21 maggio 2025.
180. ↑   Referendum 2025, da Rosello a Soleminis: i 28 Comuni dove il quorum è stato raggiunto, su Corriere della Sera, 10 giugno 2025.
181. ↑   Risultati all'Estero in Gibuti ai Referendum abrogativi 2025, su Corriere della Sera. URL consultato il 10 giugno 2025.
182. ↑   Ministero dell'interno, Votanti Referendum, su elezioni.interno.gov.it.
183. ↑   Circoscrizione estero: Scrutinio, su elezioni.interno.gov.it. URL consultato il 10 giugno 2025.